# Campioni di League of Legends

Logo di League of Legends.

I personaggi del videogioco MOBA di Riot Games League of Legends, detti "Campioni" (Champions), possono avere l'aspetto di umani, animali o persino mostri e vengono classificati in sei ruoli: Tiratore (Marksman), Mago (Mage), Assassino (Assassin), Tank, Combattente (Fighter) e Supporto (Support); ciascuno di essi ha la propria identità e il proprio carattere, oltre ad essere posizionato all'interno della sottotrama del mondo di gioco tramite un proprio background biografico personale che, tuttavia, non ha rilevanza all'interno delle partite.
La lista dei Campioni viene aggiornata ciclicamente aggiungendone di nuovi o rimodernando quelli già esistenti tramite modifiche; i personaggi disponibili sono attualmente 171.

## Aatrox,la Lama dei Darkin
Aatrox e la sua razza erano un tempo i difensori di Shurima contro il Vuoto, ma finirono per essere corrotti e diventare un pericolo per Valoran, cosa che portò a sigillarli con una stregoneria. Secoli dopo, l'essenza di Aatrox riuscì a liberarsi prendendo possesso del corpo di colui che ha brandito l'arma in cui venne rinchiuso.
In originale è doppiato da Ramon Tikaram, in italiano da Gianluca Iacono.

## Ahri,la Volpe a Nove Code

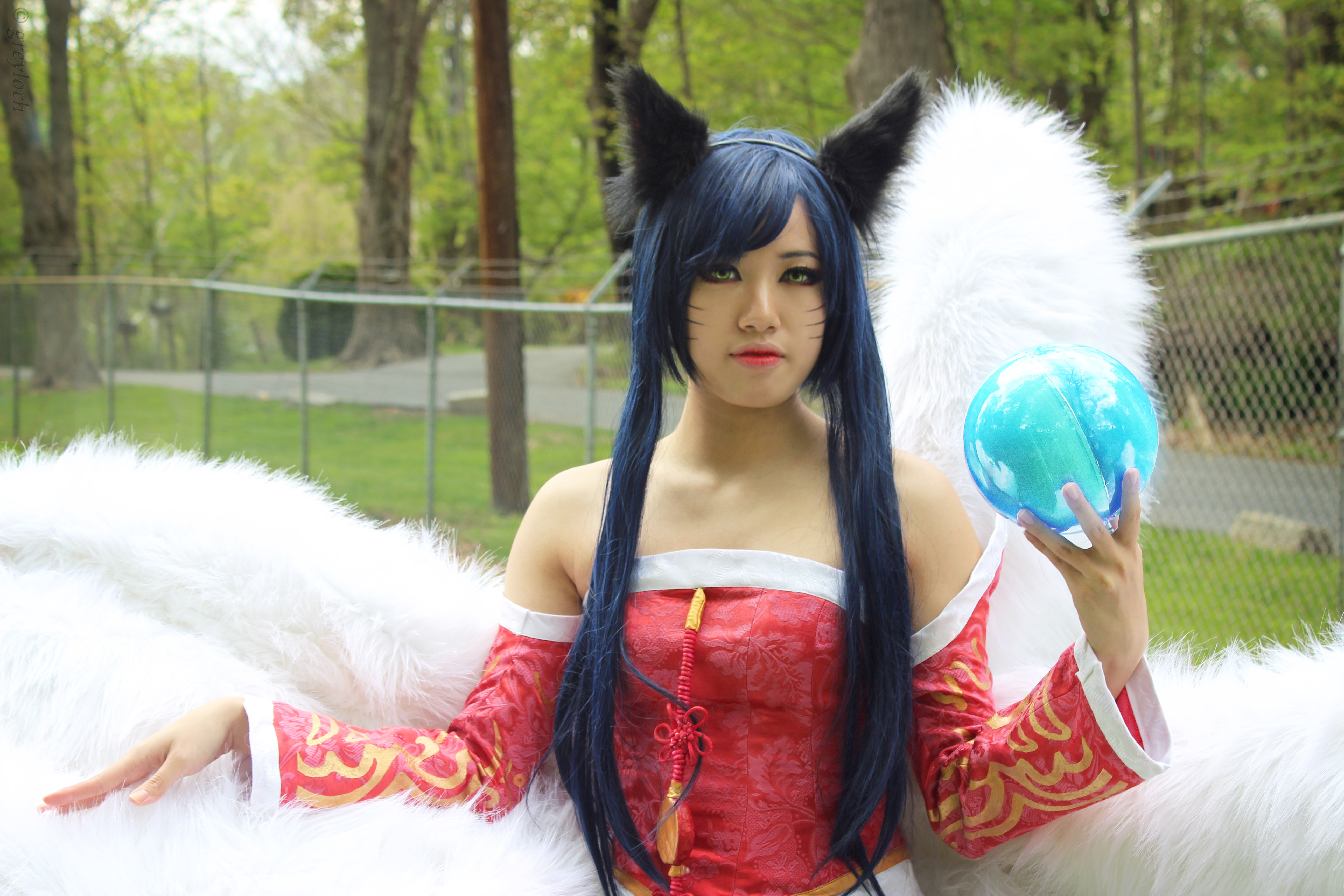
Cosplayer di Ahri.

Ahri è una vastaya con abilità magiche che si ciba delle essenze altrui manipolandone le emozioni ma, nonostante la sua natura predatrice, dispone comunque di un senso d'empatia che la porta a rimuginare sulle sue azioni in quanto mantiene sprazzi della memoria delle sue vittime.
In originale è doppiata da Laura Post, in italiano da Francesca Perilli; mentre nel gruppo musicale virtuale delle K/DA la sua voce è data da Miyeon.

## Akali,l'Assassina Solitaria
Akali Jhomen Tethi è un'ex-adepta dell'Ordine Kinkou, allieva di Shen, divenuta un'assassina solitaria determinata a proteggere Ionia dai suoi nemici, uccidendoli uno alla volta.
In originale è doppiata da Krizia Bajos, in italiano da Emanuela Pacotto; mentre nel gruppo musicale virtuale delle K/DA la sua voce è data da Soyeon.

## Akshan,la Sentinella Ribelle
Akshan è uno sprezzante e carismatico membro delle Sentinelle della Luce di Shurima, abile nel combattimento furtivo e dotato di un'arma leggendaria, l'Assolutore, capace di riportare in vita l'ultima vittima mietuta dagli assassini che giustizia.
In originale è doppiato da Sunil Malhotra, in italiano da Matteo De Mojana.

## Alistar,il Minotauro
Alistar è un possente guerriero minotauro la cui razza è stata sterminata da Noxus, in cerca di vendetta dopo essere stato costretto ad anni di schiavitù e lotte gladiatorie.
In originale è doppiato da Harlan Hogan, in italiano da Renzo Ferrini.

## Ambessa,la Matriarca della Guerra
Ambessa Medarda è una potente e spietata signora della guerra a capo di una delle casate più importanti e rispettate di Noxus, la cui crudeltà, belligeranza e ambizione l'hanno portata ad anteporre il retaggio della sua stirpe perfino all'affetto dei suoi figli Kino e Mel.
In originale è doppiata da Ellen Thomas, in italiano da Antonella Giannini, entrambe le quali le danno voce anche in Arcane.

## Amumu,la Mummia Triste
Amumu è una mummia yordle che vaga per Shurima alla disperata ricerca di un amico, in quanto vittima di un'antica maledizione che lo condanna all'eterna solitudine.
In originale è doppiato da Cristina Milizia, in italiano da Rosa Leo Servidio.

## Anivia,la Criofenice
Ysjarn, più nota come "Anivia", è uno spirito protettore del Freljord che, grazie al suo ciclo di eterna morte e rinascita, guida le tribù del nord.
In originale la doppiatrice è anonima, in italiano è Elda Olivieri.

## Annie,la Bambina Oscura

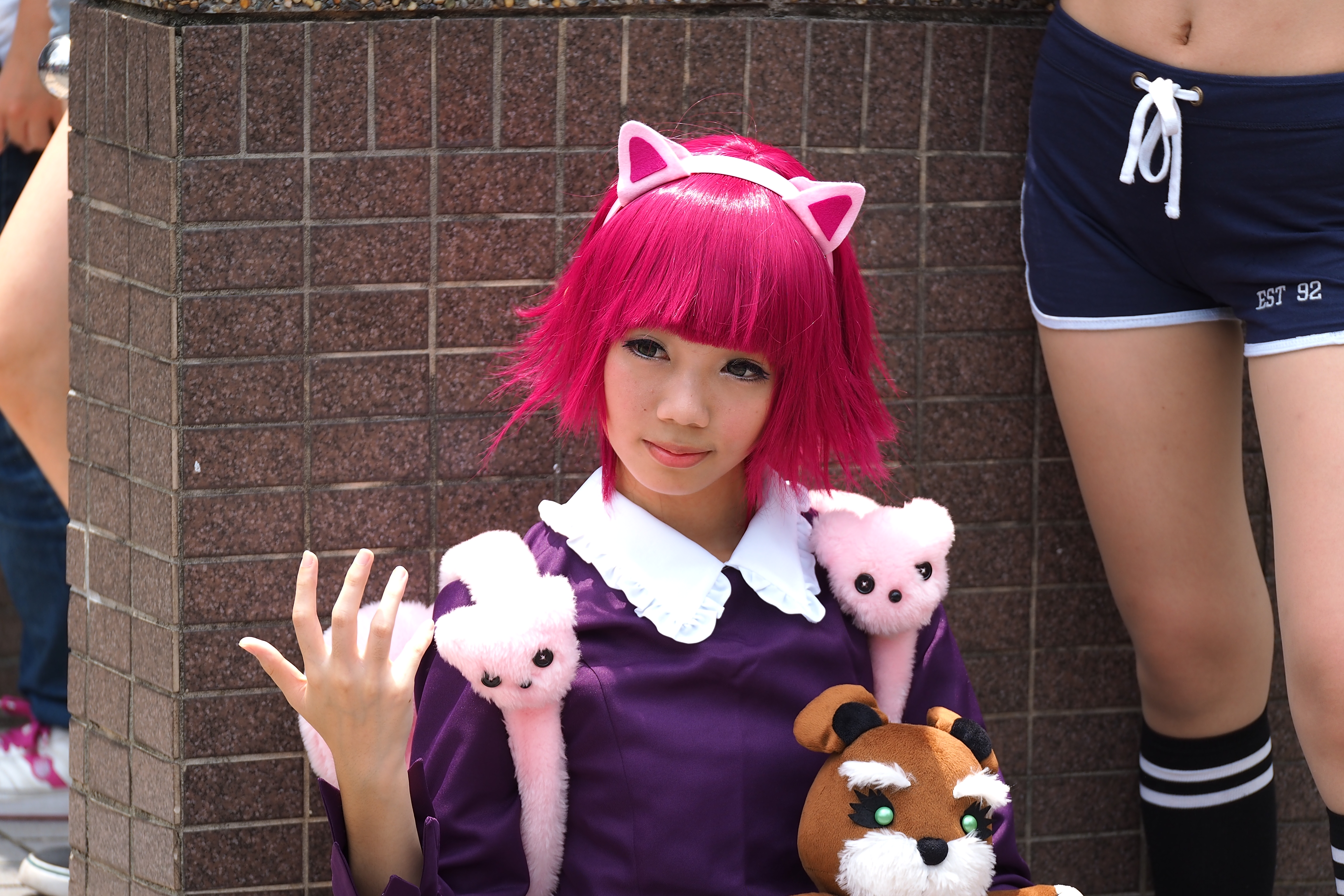
Cosplayer di Annie.

Annie Hastur è una maga bambina con poteri piromantici originaria di Noxus e considerata una bizzarria magica, in quanto i suoi poteri si sono sviluppati sin dalla nascita. Vaga alla ricerca di qualcuno con cui "giocare" accompagnata dal suo protettore incendiario, l'orsacchiotto "Tibbers".
In originale è doppiata da Cristina Milizia, in italiano da Elda Olivieri.

## Aphelios,l'Arma della Fede
Aphelios è un guerriero dei Lunari - dottrina del Monte Targon - reso muto da un potente veleno e profondamente devoto che, guidato da un tempio remoto dalla sorella Alune, combatte i nemici della sua fede.
I suoi effetti vocali sono dati da un anonimo, mentre la voce della sorella in originale è di Laura Vall, in italiano di Valentina Pallavicino.

## Ashe,l'Arciere dei Ghiacci
Ashe è una madre guerriera del Freljord a capo della popolosissima tribù degli Avarosani, di natura idealista e stoica, determinata a riunire le tribù del nord. Brandisce un arco capace di generare ghiaccio grazie alla magia arcana, motivo per il quale è considerata la reincarnazione della mitologica Avarosa.
In originale è doppiata da Melissa Hutchison, in italiano da Deborah Morese.

## Aurelion Sol,il Forgiatore di Stelle
Aurelion Sol è un immenso drago cosmico, artefice della creazione dei corpi celesti e reso schiavo dalle Incarnazioni originali tramite l’inganno, disposto a tutto pur di riottenere la libertà.
In originale è doppiato da Neil Kaplan, in italiano da Riccardo Niseem Onorato.

## Aurora,la Strega tra i Mondi
Aurora è una vastaya nativa del Freljord e dotata sin dalla nascita della capacità di spostarsi tra il mondo materiale e quello degli spiriti.
In originale è doppiata da Emeri Chase, in italiano da Chiara Leoncini.

## Azir,l'Imperatore delle Sabbie
Omah Azir è un immorale e superbo imperatore di Shurima tradito ed assassinato all'apice del suo regno, risorto millenni dopo come creatura Ascesa dal volto di falco insieme alla sua città sepolta per riportare la sua terra agli antichi fasti.
In originale è doppiato da Travis Willingham, in italiano da Dario Agrillo.

## Bard,il Custode Errante
Bard è un viaggiatore stellare dedito a proteggere l’equilibrio dal caos e attratto dagli artefatti dal grande potere magico. Vaga circondato da un coro di spiriti festosi noti come Mippi.

## Bel'Veth,l'Imperatrice del Vuoto
Bel'Veth è una manifestazione del Vuoto creatasi a seguito della devastazione di un'intera città portuale e dell'oceano circostante; costituita da milioni di anni di coscienza e bramosa di nuove esperienze, ricordi e idee, si espande senza ritegno sia su Runeterra che nel Vuoto stesso costringendo qualsiasi cosa incontra a sottomettersi o scomparire.
In originale è doppiata da Anoush NeVart, in italiano da Cristiana Rossi.

## Blitzcrank,il Grande Golem a Vapore
Blitzcrank è un automa progettato da Viktor per eliminare i rifiuti tossici di Zaun che, tediato dal suo incarico, ha acquisito autocoscienza, modificandosi per difendere gli abitanti del Sump.
In originale è doppiato da Duncan Watt, in italiano da Dario Dossena.

## Brand,la Vendetta Ardente
Brand, originariamente noto come Kegan Rodhe, è un membro di una tribù del Freljord che, spinto dall'avidità, ha tradito i suoi compagni per appropriarsi di alcune rune magiche, perdendo la propria umanità e divenendo un essere di fiamma viva.
In originale il doppiatore è anonimo, in italiano è Cesare Rasini.

## Braum,il Cuore del Freljord
Braum è un possente guerriero del Freljord dotato di una forza leggendaria. Si serve di una porta incantata che utilizza come scudo, noto in tutta la nazione per la sua bontà d'animo e disponibilità verso i bisognosi.
In originale è doppiato da JB Blanc, in italiano da Leonardo Gajo.

## Briar,la Fame Repressa
Briar è un esperimento genetico creato a Noxus come arma vivente. Reputata fallimentare a causa dell'insaziabile sete di sangue, venne imprigionata e tenuta sotto controllo grazie a una speciale gogna chiusa da una gemma di emolite, finché un giorno riuscì a evadere.
In originale è doppiata da Julie Nathanson, in italiano da Stefania Rusconi.

## Camille,l'Ombra d'Acciaio
Camille Ferros è un'agente d'élite di una delle famiglie più influenti di Piltover, di carattere preciso e scrupoloso, ha modificato il suo corpo con l'Hextech per trascendere i limiti umani del suo corpo, tanto da diventare più macchina che umana.
In originale è doppiata da Emily O'Brien, in italiano da Valentina Pollani.

## Cassiopeia,l'Abbraccio del Serpente
Cassiopeia Du Couteau è la giovane e bella figlia di una nobile famiglia di Noxus rimasta vittima del veleno di un guardiano delle cripte di Shurima dove si era avventurata, che l'ha mutata in una creatura mezza serpente dotata di sguardo pietrificante.
In originale è doppiata da Karen Strassman, in italiano da Dania Cericola.

## Cho'Gath,il Terrore del Vuoto
Cho'Gath è una belva famelica emersa dal Vuoto che converte la materia che ingerisce in forza o in resistenza fino a poter rendere il suo carapace più duro di un diamante, per poi vomitare i materiali ingeriti in eccesso sotto forma di spine affilate.
In originale il doppiatore è anonimo, in italiano è Alex Poli.

## Corki,il Bombardiere Spericolato
Corki è uno spericolato aviatore yordle nativo di Bandle City stabilitosi a Piltover, dove si è messo alla guida di una pattuglia di protezione aerea nota come le "Canaglie Urlanti".
In originale il doppiatore è anonimo, in italiano è Marco Pagani.

## Darius,la Mano di Noxus
Darius è un celebre e temuto comandante di Noxus, nato in una famiglia umile ha scalato le gerarchie militari del regno grazie alla sua brutalità, spietatezza e fedeltà.
In originale è doppiato da Chuck Kourouklis, in italiano da Marco Balbi.

## Diana,il Disprezzo della Luna

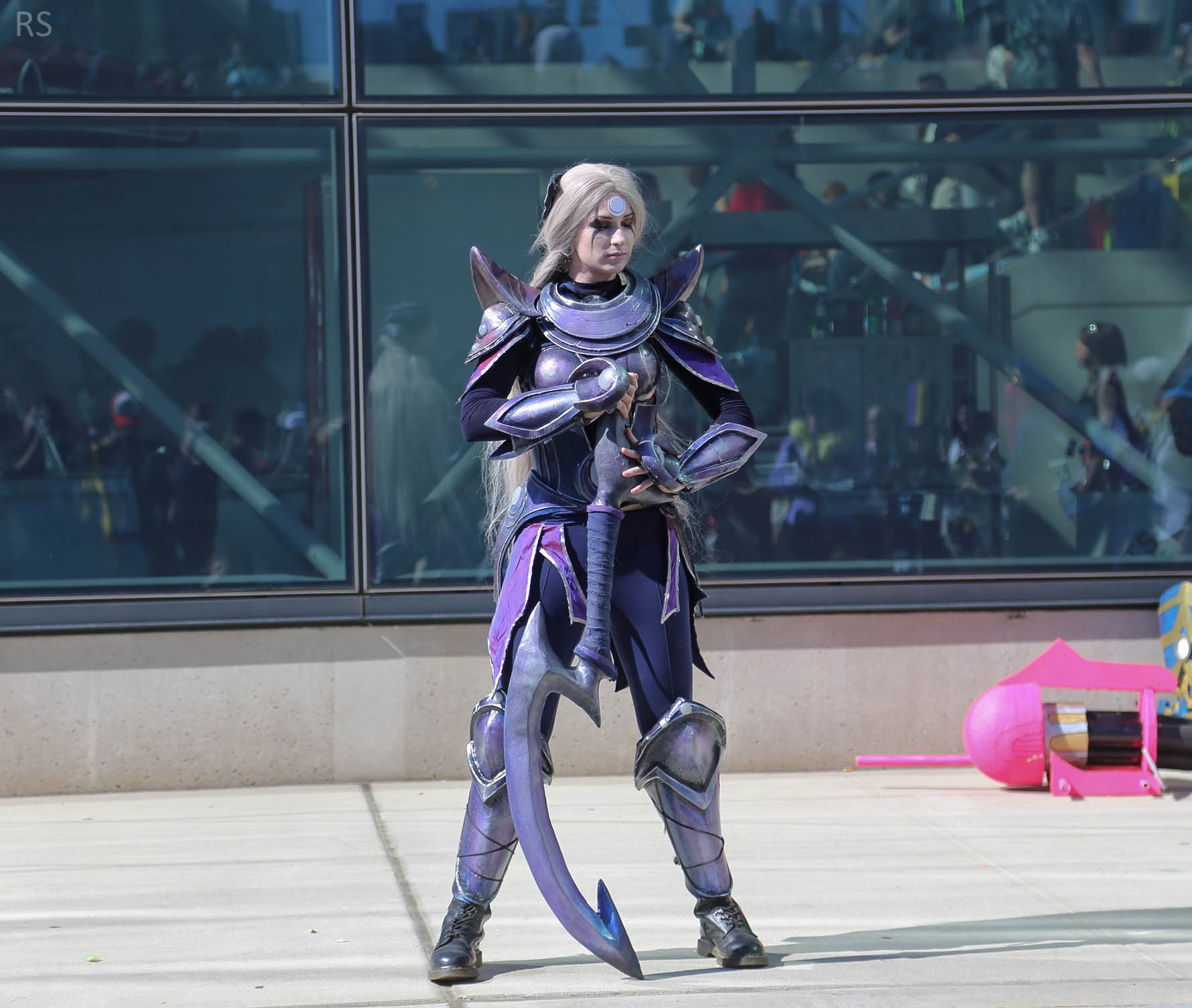
Cosplayer di Diana.

Diana è una combattente dei Lunari - dottrina del Monte Targon - con indosso un'armatura candida ed armata da una lama crescente, Diana è pervasa da poteri soprannaturali che lei stessa tenta di comprendere.
In originale è doppiata da Nicole Oliver, in italiano da Alessandra Felletti.

## Dr. Mundo,il Folle di Zaun
Il Dr. Mundo è un serial killer autoproclamatosi medico dopo essere evaso da un manicomio di Zaun ed impazzito in seguito a una qualche mutazione che la reso enorme e ha fatto diventare la sua pelle viola.
In originale è doppiato da Armen Taylor, in italiano da Andrea De Nisco.

## Draven,il Glorioso Carnefice
Draven è un leggendario gladiatore di Noxus, idolo delle folle per il suo fare drammatico e la sua abilità nell'uso delle asce rotanti.
In originale è doppiato da Erik Braa, in italiano da Daniele Ornatelli.

## Ekko,il Ragazzo che ha Infranto il Tempo
Ekko è un prodigio nativo di Zaun inventore di un dispositivo noto come "Motore-Zero", grazie al quale è in grado di manipolare il tempo per volgere le situazioni sempre a suo vantaggio.
In originale è doppiato da Antony Del Rio, in italiano da Davide Fumagalli; mentre in Arcane viene doppiato da Reed Shannon (adulto) e Miles Brown (bambino), con le voci italiane di Manuel Meli (adulto) e Alessio Aimone (bambino).

## Elise,la Regina dei Ragni
Elise Kythera Zaavan è una potente nobile dell'antica Noxus tramutata da un malvagio semidio in un'immortale donna ragno costretta a nutrirsi di innocenti o di persone senza fede per mantenersi giovane.
In originale è doppiata da Sydney Rainin-Smith, in italiano da Sara Drago.

## Evelynn,l'Abbraccio Agonizzante
Evelynn è un demone predatore che attira le sue vittime assumendo le fattezze di un'avvenente donna umana per sedurle e traumatizzarle traendo piacere e nutrimento dalla loro sofferenza.
In originale è doppiata da Mara Junot, in italiano da Jenny De Cesarei; mentre nel gruppo musicale virtuale delle K/DA la sua voce è data da Madison Beer o Bea Miller.

## Ezreal,il Prodigo Esploratore
Ezreal, noto a Demacia come Jarro Lightfeather, è un avventuriero dotato di capacità magiche latenti che, armato di un guanto antico dotato di poteri arcani, rinvenuto da lui stesso a Shurima, si caccia spesso nei guai per recuperare artefatti antichi e, in alcuni casi, magici.
In originale è doppiato da Daniel Amerman, in italiano da Maurizio Merluzzo.

## Fiddlesticks,l'Antico Terrore

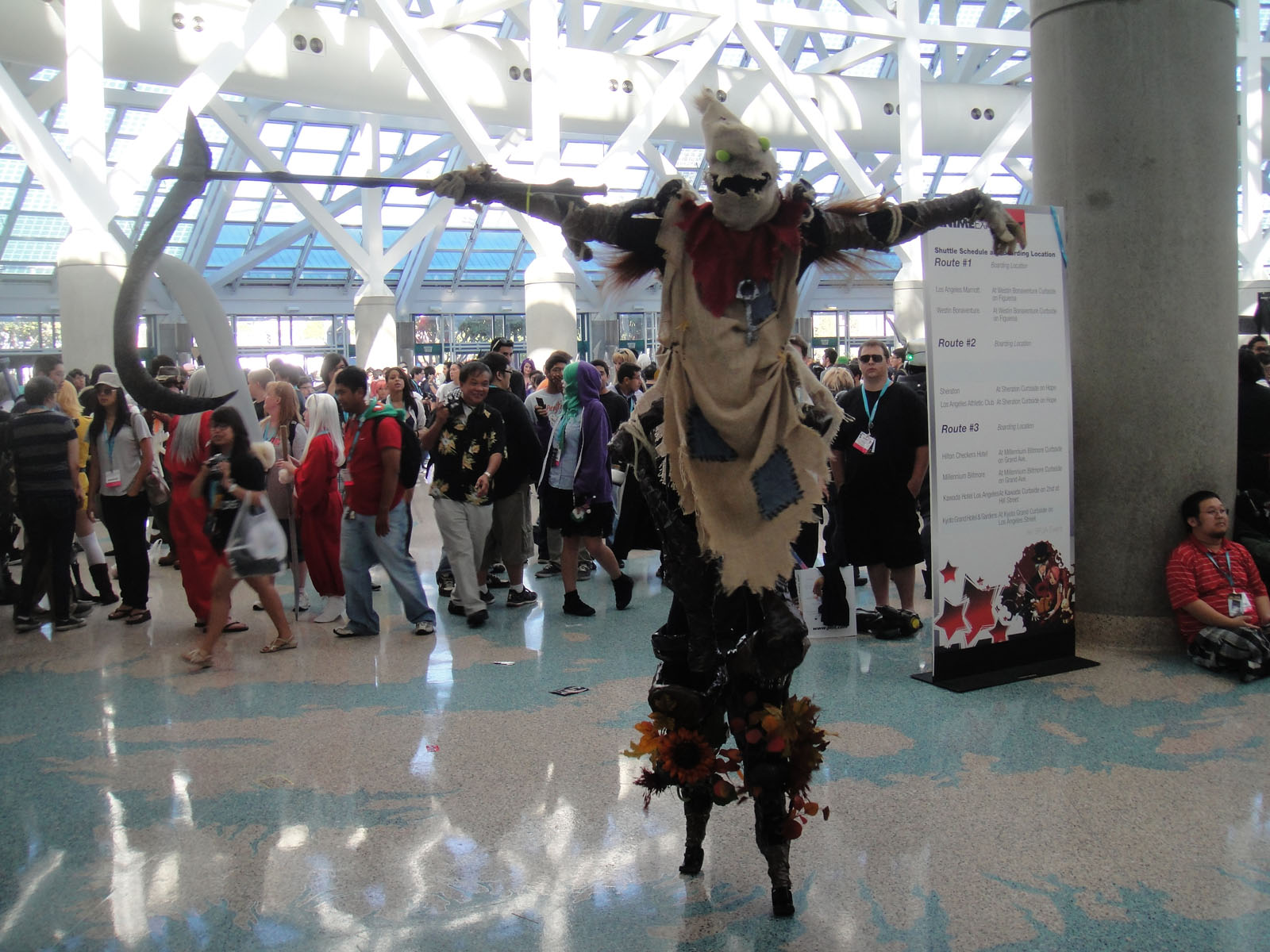
Cosplayer di Fiddlesticks (Pre Rework).

Fiddlesticks è il demone superiore della paura, rappresentato da uno spaventapasseri animato. È un cacciatore implacabile che si nutre delle paure più profonde delle sue vittime, usando il terrore per seminare caos e morte.
In originale è doppiato da Kellen Goff, in italiano da Pietro Ubaldi.

## Fiora,la Magnifica Duellante
Fiora Laurent è un'eccezionale spadaccina discendente da una nobile casata di Demacia, che ha risollevato dalla decadenza dopo averne sottratto il controllo al padre, rendendo il suo nome noto in tutta Valoran.
In originale è doppiata da Karen Strassman, in italiano da Ludovica De Caro.

## Fizz,il Prestigiatore delle Maree
Fizz è uno yordle anfibio di Bilgewater di carattere capriccioso che comanda enormi bestie abissali divertendosi a confondere alleati e nemici.
In originale il doppiatore è anonimo, in italiano è Francesco Mei.

## Galio,il Colosso
Galio è un immenso golem posto di guardia alle mura di Demacia dai maghi, giace addormentato a meno che unaqualche potenza magica si avvicini alla città.
In originale è doppiato da Josh Petersdorf, in italiano da Stefano Albertini.

## Gangplank,il Flagello dei Mari
Il Capitano Gangplank è l'ex-sovrano del regno pirata di Bilgewater, detronizzato da Miss Fortune e ora determinato a distruggere la città piuttosto che lasciarla in mano a qualcun altro.
In originale è doppiato da Matthew Mercer, in italiano da Giorgio Melazzi.

## Garen,la Potenza di Demacia
Garen Crownguard è un orgoglioso membro dell'Indomita Avanguardia di Demacia nonché discendente da una delle famiglie più prestigiose. Indossa un'armatura resistente alla magia ed impugna una spada a due mani.
In originale è doppiato da Jamieson Price, in italiano da Diego Baldoin.

## Gnar,l'Anello Mancante
Gnar è uno yordle primordiale di carattere giocoso rimasto ibernato nei ghiacci per millenni per poi risvegliarsi in un mondo completamente nuovo.
In originale è doppiato da Dorothy Elias-Fahn, in italiano da Patrizia Scianca.

## Gragas,il Provocatore delle Masse
Gragas è un immenso e corpulento mastro birraio del Freljord, sempre in cerca di ingredienti rari per le sue ricette, e noto per il carattere rissoso.
In originale è doppiato da J.S. Gilbert, in italiano da Renzo Ferrini.

## Graves,il Fuorilegge
Malcolm Graves è un mercenario, ladro e giocatore d'azzardo ricercato che lavora spesso in coppia con Twisted Fate e imbraccia un fucile a pompa a due canne chiamato "Destino".
In originale è doppiato da Kyle Hebert, in italiano da Domenico Brioschi.

## Gwen,la Sacra Ricamatrice
Gwen è una bambola cucita da Isolde - defunta moglie di Viego - animata grazie alla magia e armata degli strumenti di tessitura che l'hanno creata, ora benedetti dalla Sacra Nebbia.
In originale è doppiato da Abby Trott, in italiano da Francesca Bielli.

## Hecarim,l'Ombra della Guerra
Hecarim è un cavaliere di Camavor che, dopo essere stato travolto dalle energie distruttive della Rovina, è diventato uno spettrale centauro condannato a mietere anime per l'eternità.
In originale è doppiato da Scott McNeil, in italiano da Mario Zucca.

## Heimerdinger,il Riverito Inventore

Il Professor Heimerdinger in Arcane.

Il Professor Cecil B. Heimerdinger è un geniale ed eccentrico scienziato yordle di Piltover, nonostante le teorie spesso vaghe e l'ossessione maniacale per il suo lavoro, è considerato una delle menti più brillanti della Città del Progresso.
In originale è doppiato da Dennis Collins Johnson, in italiano da Pino Pirovano; mentre in Arcane viene doppiato da Mick Wingert, con le voci italiane di Stefano Brusa (parlato) e Davide Lepore (canto).

## Hwei,il Visionario
Lukai Hwei è un tormentato pittore di Ionia capace di dar vita alla sua arte che, influenzato da Jhin, provocò la distruzione del tempio dove studiava e, da allora è alla ricerca di quest'ultimo.
In originale è doppiato da Stephen Fu, in italiano da Jacopo Calatroni.

## Illaoi,la Sacerdotessa del Kraken
Illaoi è un'imponente e statuaria profetessa del "Grande Kraken" Nagakabouros, Dio delle Isole Serpente, che si serve di un idolo d'oro per strappare le anime dai corpi delle sue vittime.
In originale è doppiata da Rolonda Watts, in italiano da Monica Pariante.

## Irelia,la Danzatrice delle Lame
Xan Irelia è una combattente di Ionia divenuta eroina del popolo e capo della resistenza durante l'occupazione di Noxus mischiando le movenze delle danze tipiche della sua regione all'arte delle lame.
In originale è doppiata da Cherami Leigh, in italiano da Martina Felli.

## Ivern,l'Anziano della Foresta
Ivern Piedirovo (Ivern Bramblefoot) è una creatura metà uomo e metà albero che si aggira per le foreste del continente in coltivando e proteggendo la vita, nonché i segreti di qualsiasi creatura animale e vegetale.
In originale è doppiato da David Lodge, in italiano da Giovanni Battezzato.

## Janna,la Furia della Tempesta

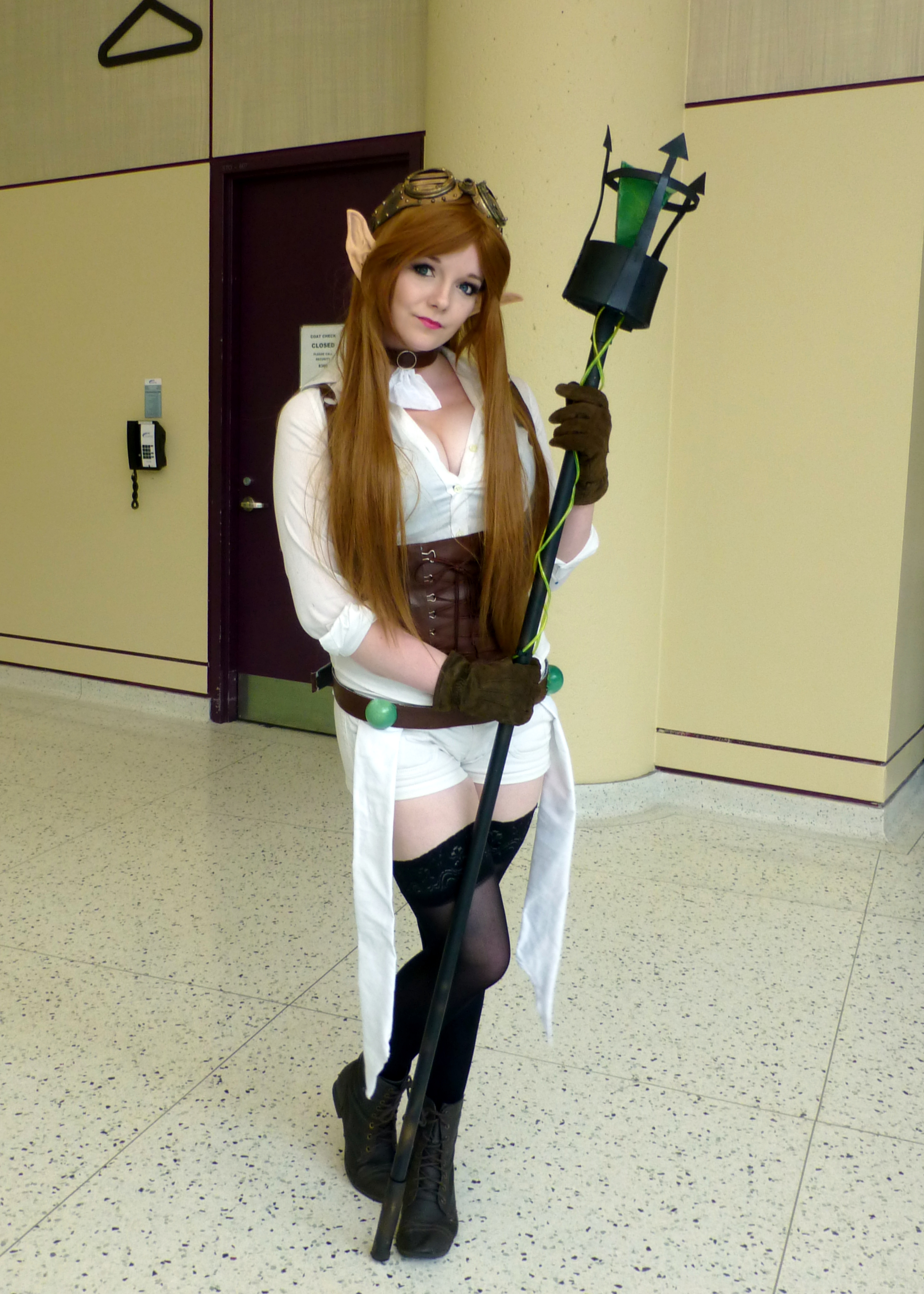
Cosplayer di Janna, skin Hextech.

Jan'ahrem, o più comunemente "Janna", è una divinità dei venti che molti ipotizzano sia nata dalle preghiere dei marinai e protegge i diseredati di Zaun, dove è vista come un simbolo di speranza per i bisognosi.
In originale è doppiata da Erin Fitzgerald, in italiano da Jenny De Cesarei.

## Jarvan IV,l'Esempio di Demacia
Jarvan Lightshield IV è l'erede al trono di Demacia tenta di conciliare le aspettative della famiglia con il desiderio di combattere per difendere la sua patria, dimostrandosi un valoroso esempio per le truppe demaciane.
In originale è doppiato da Kyle Hebert, in italiano da Diego Baldoin.

## Jax,Gran Maestro d'Armi
Saijax Cail-Rynx Kohari Icath'un, o più comunemente "Jax", è l'ultimo maestro d'armi conosciuto di Icathia, che ha giurato di proteggere ciò che resta della sua terra dopo la distruzione causata dalla sua arroganza nel provocare il Vuoto.
In originale è doppiato da Erik Braa, in italiano da Mario Scarabelli.

## Jayce,il Difensore del Domani
Jayce Talis è un geniale inventore votato all'inseguimento del progresso e un tempo legato da un'amicizia fraterna con Viktor, assieme al quale ha ideato l'Hextech; negli anni si è dedicato completamente alla difesa di Piltover, imbracciando un gigantesco martello Hextech mutaforma.
In originale è doppiato da Trevor Devall, in italiano da Lorenzo Scattorin; mentre in Arcane viene doppiato da Kevin Alejandro, con la voce italiana di Emanuele Ruzza.

## Jhin,il Virtuoso
Khada Jhin è un assassino psicopatico di Ionia che considera la morte un'opera d'arte e la sua arma un "pennello" per realizzare le sue composizioni.
In originale è doppiato da Quinton Flynn, in italiano da Paolo De Santis.

## K'Sante,l'Orgoglio di Nazumah
K'Sante è uno sprezzante cacciatore di mostri votato alla difesa della sua patria, l'oasi di Nazumah, situata nelle lande desertiche di Shurima. Dopo che il cieco orgoglio gli è costato il suo compagno di vita Tope, ricopre il suo ruolo con lucida celerità.
In originale è doppiato da DeObia Oparei, in italiano da Matteo Brusamonti.

## Kai'Sa,la Figlia del Vuoto
Kaisa, ribattezzata "Kai'Sa", è una letale cacciatrice reclamata dal Vuoto quand'era ancora una bambina - cosa che provocò la distruzione del villaggio di suo padre Kassadin - ed entrata in profonda simbiosi con esso, motivo per il cui è combattuta tra vivere tra i mortali che la considerano un mostro o unirsi all'oscurità.
In originale è doppiata da Natasha Loring, in italiano da Martina Tamburello; mentre nel gruppo musicale virtuale delle K/DA la sua voce è data da Jaira Burns.

## Kalista,la Lancia della Vendetta
Kalista vol Kalah Heigaari è uno spirito della vendetta armato di un'immensa lancia originario dalle Isole Ombra ma aizzato in tutto il continente in cerca di traditori e disonesti.
In originale è doppiata da Misty Lee, in italiano da Jenny De Cesarei.

## Karma,l'Illuminata
Karma, il cui vero nome è Darha, è un'anima antica di Ionia reincarnatasi più volte, estremamente spirituale e dedita a guidare il suo popolo nella pace e nell'armonia, in ogni nuova vita conserva i ricordi delle precedenti.
In originale è doppiata da Rashida Clendening, in italiano da Renata Bertolas.

## Karthus,il Cantore della Morte
Karthus è uno spirito immortale proveniente dalle Isole Ombra, le cui canzoni sono presagio di morte.
In originale è doppiato da Adam Harrington, in italiano da Mario Scarabelli; mentre nel gruppo musicale virtuale dei Pentakill la sua voce è data da Jørn Lande.

## Kassadin,il Camminatore del Vuoto
Kassaiadyn, o solo "Kassadin", è un avventuriero di Shurima, deciso a vendicarsi del Vuoto per aver consumato la sua famiglia e tutto il suo villaggio; missione per la quale si è armato di una serie di manufatti arcani e tecnologie proibite.
In originale è doppiato da Adam Harrington, in italiano da Antonio Paiola.

## Katarina,la Lama Sinistra

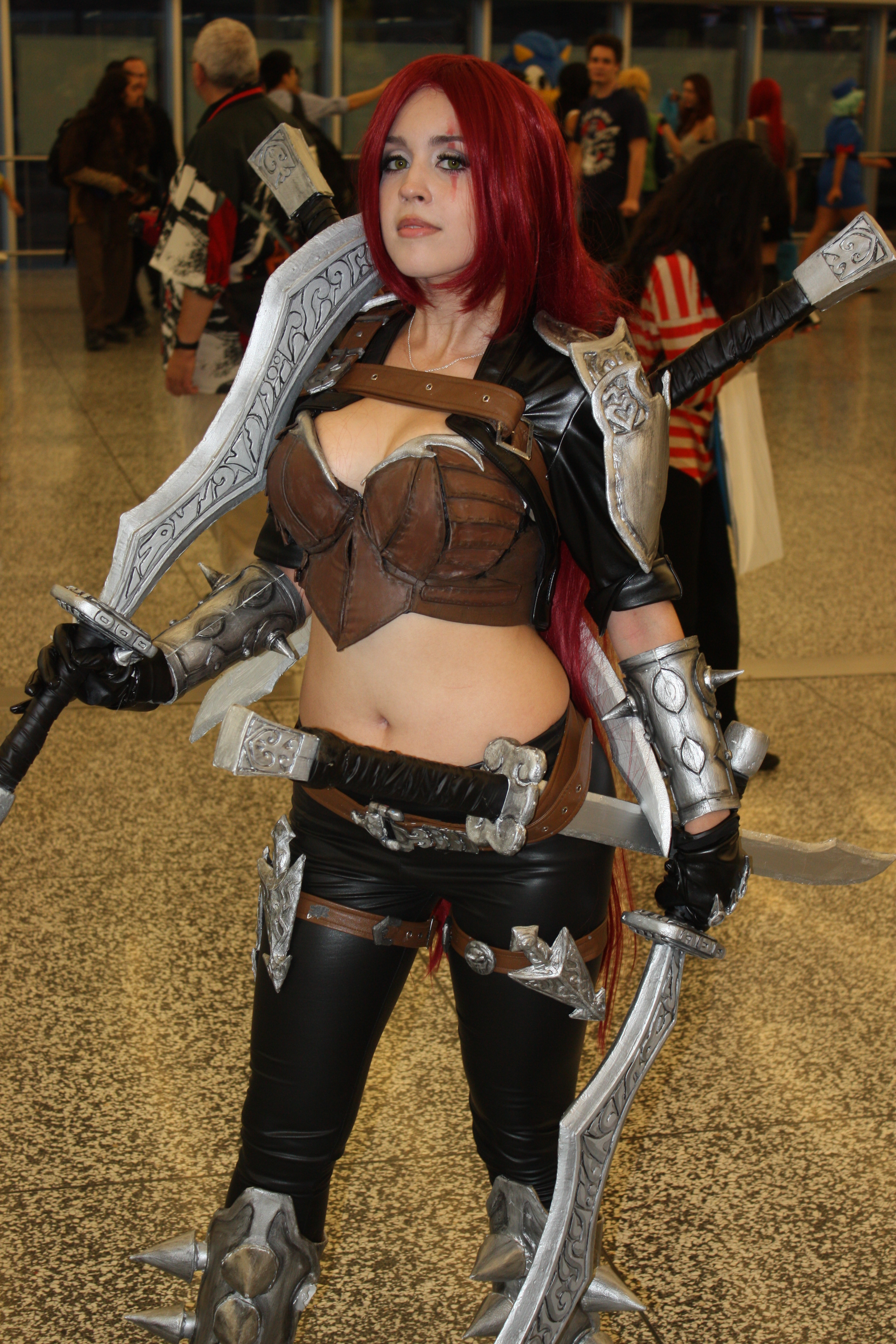
Cosplayer di Katarina.

Katarina Du Couteau è la figlia maggiore di una nobile famiglia di Noxus ed un'assassina di altissimo livello nota, oltre che per la grande abilità con le lame, per portare sempre a termine la missione a prescindere dall'incolumità dei suoi alleati.
In originale è doppiata da Tara Platt, in italiano da Maddalena Vadacca.

## Kayle,la Virtuosa
Kayle è la figlia di un'Incarnazione targoniana nata durante la Guerra delle Rune e dotata di ali di fiamme divine, per anni è stata la protettrice di Demacia assieme alla gemella Morgana, ma ha poi abbandonato il regno poiché delusa dalla debolezza dei mortali.
In originale è doppiata da Zehra Fazal, in italiano da Eleni Molos; mentre nel gruppo musicale virtuale dei Pentakill la sua voce è data da Noora Louhimo.

## Kayn,il Mietitore d'Ombra
Shieda Kayn è un esperto nell'utilizzo della magia dell'ombra che brandisce una falce darkin senziente, Rhaast, incurante della corruzione che essa esercita su di lui.
In originale è doppiato da Robbie Daymond, in italiano da Marco Benedetti.

## Kennen,il Cuore della Tempesta
Kennen è l'unico yordle dell'Ordine Kinkou e allievo di Shen che, nonostante la piccola stazza, pattuglia assieme a lui il reame degli spiriti.
In originale il doppiatore è anonimo, in italiano è Francesco Mei.

## Kha'Zix,il Razziatore del Vuoto
Kha'Zix è un mutante nato dal Vuoto che, inizialmente di indole bestiale, si è evoluto fino a diventare un temibile e accurato predatore.
In originale il doppiatore è anonimo, in italiano è Daniele Ornatelli.

## Kindred,i Cacciatori Eterni
Il Kindred è l'incarnazione della morte divisa in due entità simbiotiche, L'Agnella (Lamb) e il Lupo (Wolf), la prima della quale offre una morte rapida a chi accetta il suo destino, mentre il secondo insegue con ferocia chi lo rifugge.
In originale sono doppiati da Marcella Lentz-Pope (Agnella) e Matthew Mercer (Lupo), in italiano da Chiara Francese (Agnella) e Mario Bombardieri (Lupo).

## Kled,l'Isterico Cavaliere
Kled è un burbero e violento yordle veterano di guerra che combatte al servizio di Noxus.
In originale è doppiato da Spike Spencer, in italiano da Riccardo Peroni.

## Kog'Maw,la Bocca dell'Abisso
Kog'Maw è una creatura famelica simile a un insetto generato da un'incursione del Vuoto nelle lande di Icathia che tende a divorare tutto ciò in cui si imbatte.
In originale è doppiato da Patrick Seitz, in italiano da Claudio Colombo.

## LeBlanc,l'Ingannatrice
LeBlanc è una strega immortale dalla carnagione pallida che, nel corso dei secoli, ha manipolato molti eventi della storia di Noxus rimanendo sempre nell'ombra, attraverso la cabala nota come "Rosa Nera", fondata assieme a Vladimir.
In originale è doppiata da Carrie Keranen, in italiano da Stefania Patruno; mentre in Arcane viene doppiata da Minnie Driver, con la voce italiana di Emanuela Baroni.

## Lee Sin,il Monaco Cieco
Lee Sin è un monaco guerriero di Ionia ed un grande esperto di arti marziali sebbene sia rimasto privo della vista a seguito di una ferita di guerra.
In originale è doppiato da Feodor Chin, in italiano da Silvio Pandolfi.

## Leona,l'Alba Raggiante

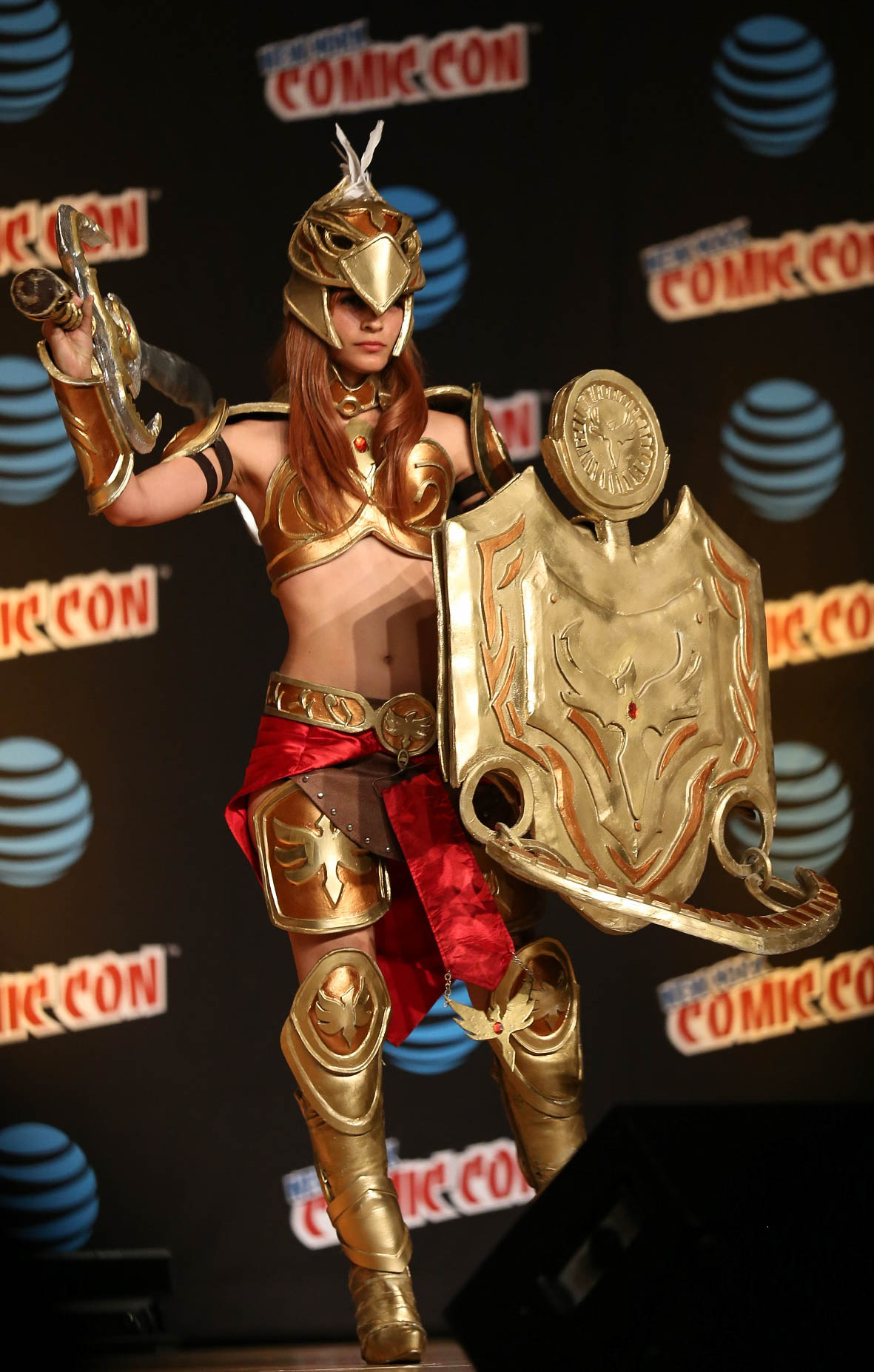
Cosplayer di Leona, skin Valchiria.

Leona è una guerriera sacra dei Solari - dottrina del Monte Targon - che brandisce la Lama dello Zenith e lo Scudo dell'Alba per proteggere la sua patria.
In originale è doppiata da Wendee Lee, in italiano da Debora Magnaghi.

## Lillia,il Timido Bocciolo
Lillia è una cerbiatta fatata estremamente timida che vaga per la foresta di Ionia brandendo un ramo incantato con cui realizza i desideri dei mortali, da tempo incapaci di raggiungere l'Albero Sognante.
In originale è doppiata da Holly Earl, in italiano da Arianna Craviotto.

## Lissandra,la Strega dei Ghiacci
Lissandra è una potente incantatrice del Freljord capace di generare ghiaccio nero e desiderosa di scatenare una nuova era glaciale sul mondo.
In originale è doppiata da Tess Masters, in italiano da Greta Bortolotti.

## Lucian,il Purificatore
Lucian è una Sentinella della Luce armato di pistole gemelle e determinato a vendicarsi di tutti gli spiriti dopo che sua moglie Senna è stata assassinata da Thresh; la sua furia non si è placata neppure dopo la resurrezione della donna amata.
In originale è doppiato da TJ Storm, in italiano da Stefano Albertini.

## Lulu,la Sacerdotessa delle Fate
Lulu è una maga yordle nota per le sue illusioni oniriche e per le creature da fiaba che si manifestano durante i suoi viaggi per Runeterra.
In originale è doppiata da Faye Mata, in italiano da Loretta Di Pisa.

## Lux,la Signora della Luminosità
Luxanna "Lux" Crownguard è una nobile di Demacia nata col potere di piegare la luce al suo volere, che ha tenuto nascosto per timore di venire ripudiata dalla sua patria, pur servendosene di nascosto per difenderla.
In originale è doppiata da Carrie Keranen, in italiano da Beatrice Caggiula.

## Malphite,la Scheggia del Monolite
Malphite è una creatura rocciosa nata dall'obelisco ultraterreno noto come Monolite, non essendo riuscito a impedire la distruzione del suo progenitore vaga ora per Runeterra in cerca di uno scopo.
In originale il doppiatore è anonimo, in italiano è Mario Zucca.

## Malzahar,il Profeta del Vuoto
Malzahar è un veggente fanatico di Shurima convinto che il Vuoto sia l'unica salvezza di Runeterra e che ne è divenuto il portavoce nel mondo.
In originale è doppiato da Vic Mignogna, in italiano da Claudio Colombo.

## Maokai,il Treant Demoniaco
Maokai è un treant delle Isole Ombra divenuto spirito vendicativo a seguito della distruzione della sua terra per causa di un cataclisma magico.
In originale è doppiato da Jay Preston, in italiano da Vincenzo Giordano.

## Master Yi,lo Spadaccino Wuju
Yi è un maestro spadaccino di Ionia capace di padroneggiare l'arte del Wuju e dunque muoversi alla velocità del pensiero.
In originale è doppiato da Micha Berman, in italiano da Tony Fuochi.

## Mel,il Riflesso dell'Anima
Mel Medarda è un'aristocratica di Piltover di origine Noxiana, concepita da Ambessa Medarda col mago Rudo per usarla come arma contro la Rosa Nera e che, una volta risvegliati i propri poteri, ha deciso di percorrere tale sentiero a modo suo, assumendo il controllo dell'esercito di famiglia.
In originale è doppiata da Toks Olagundoye, in italiano da un'anonima; mentre in Arcane viene doppiata anche da Imogen Faires (bambina), con la voce italiana di Benedetta Degli Innocenti.

## Milio,la Fiamma Gentile
Milio è un amichevole ragazzo di Ixtal, nativo di un clan di esuli che, dopo aver imparato a padroneggiare il fuoco a deciso di compiere un viaggio iniziatico per poter entrare nel prestigioso circolo di elementalisti degli Yun Tal così da riscattare la propria famiglia.
In originale è doppiato da Giselle Fernandez, in italiano da Simone Lupinacci.

## Miss Fortune,la Cacciatrice di Taglie

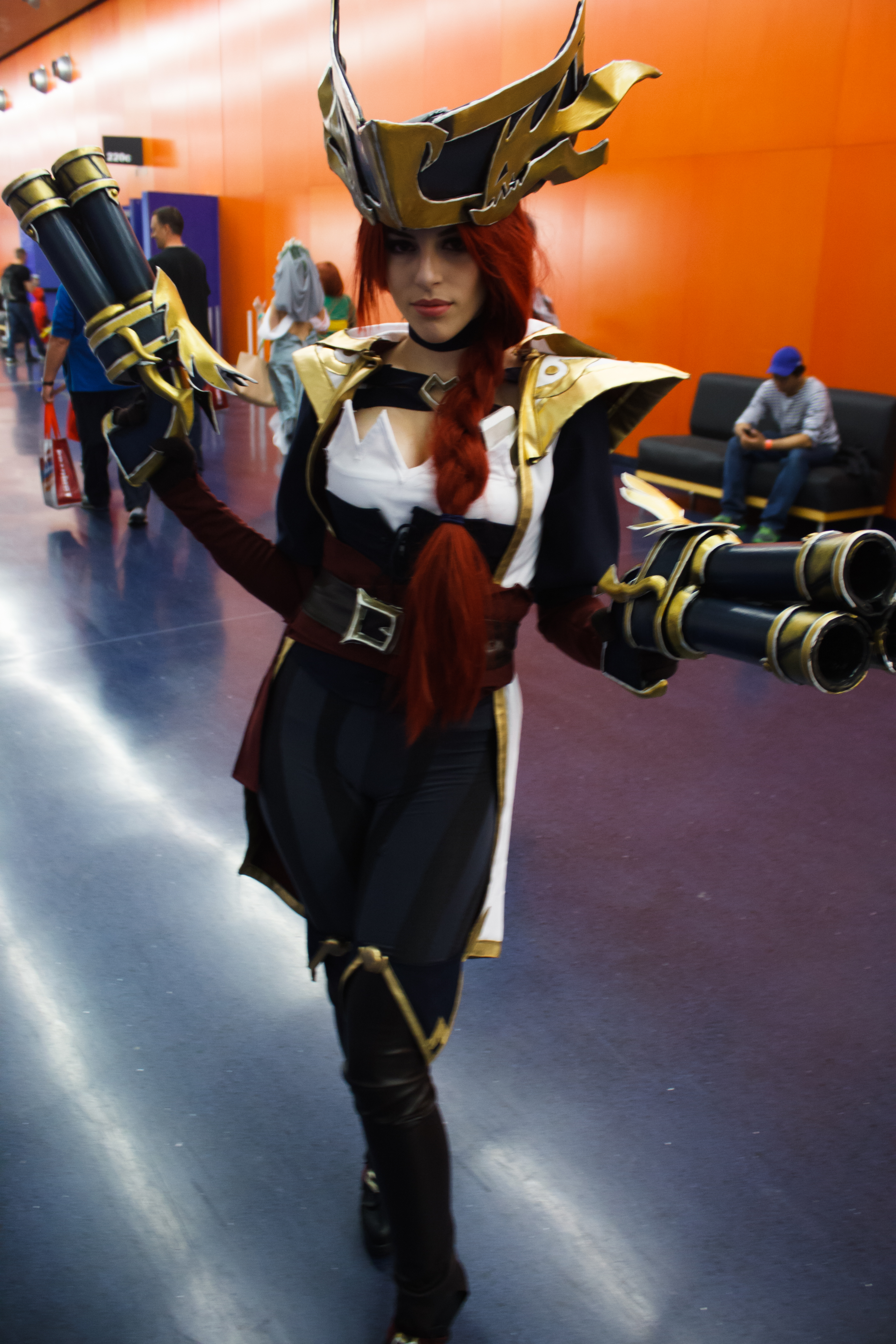
Cosplayer di Miss Fortune.

Il Capitano Sarah "Miss" Fortune è una piratessa di Bilgewater nota per la sua bellezza e spietatezza; rimasta orfana da bambina a causa delle azioni di Gangplank, si è in seguito vendicata di lui provocandone la caduta e succedendogli al comando del regno pirata.
In originale è doppiata da Joe Zieja, in italiano da Beatrice Caggiula.

## Mordekaiser,il Revenant di Ferro
Sahn-Uzal, noto come "Mordekaiser", è un brutale signore della guerra necromante al comando di un esercito di anime che ha condannato alla schiavitù eterna.
In originale è doppiato da Fred Tatasciore, in italiano da Gianni Quillico.

## Morgana,la Caduta
Morgana è la figlia di un'Incarnazione targoniana nata durante la Guerra delle Rune e dotata di ali di fiamme oscure, per anni è stata la protettrice di Demacia assieme alla gemella Kayle, ma ha poi legato le sue stesse ali poiché scissa tra la sua duplice natura divenendo strumento di castigo per i malvagi.
In originale è doppiata da Erica Lindbeck, in italiano da Ilaria Silvestri.

## Naafiri,il Segugio dai Cento Morsi
Naafiri è una dei Darkin che combatterono il Vuoto a Shurima finendo per esserne corrotti; sigillata per secoli in una cripta, con il suo spirito legato a un pugnale da lancio, è in seguito riuscita a liberarsi possedendo il branco dei segugi delle sabbie, iniziando una ricerca dei Darkin sopravvissuti.
In originale è doppiata da Morla Gorrondona, in italiano da Patrizia Mottola.

## Nami,lo Spirito delle Maree
Nami è una vastaya del mare della tribù Marai armata dell'Asta dello Spirito, grazie alla quale è in grado di evocare le maree.
In originale è doppiata da Cassandra Lee Morris, in italiano da Gea Riva.

## Nasus,il Custode delle Dune
Nasus è una scaltra creatura Ascesa proveniente dall'antica Shurima col volto di sciacallo e determinato ad impedire che la città risorta vada nuovamente in rovina.
In originale è doppiato da Erik Todd Dellums, in italiano da Gianluca Iacono.

## Nautilus,il Titano delle Profondità
Nautilus è un colosso corazzato che si aggira nelle profondità delle Isole Fiammablu di Bilgewater su cui marinai narrano innumerevoli leggende.
In originale il doppiatore è anonimo, in italiano è Gianni Gaude.

## Neeko,la Camaleonte Curiosa
Neeko è una vastaya camaleonte con la capacità di assumere le fattezze di chiunque e di assorbire gli stati emotivi per distinguere gli amici dai nemici.
In originale è doppiato da Flora Paulita, in italiano da Tiziana Martello.

## Nidalee,la Cacciatrice Bestiale

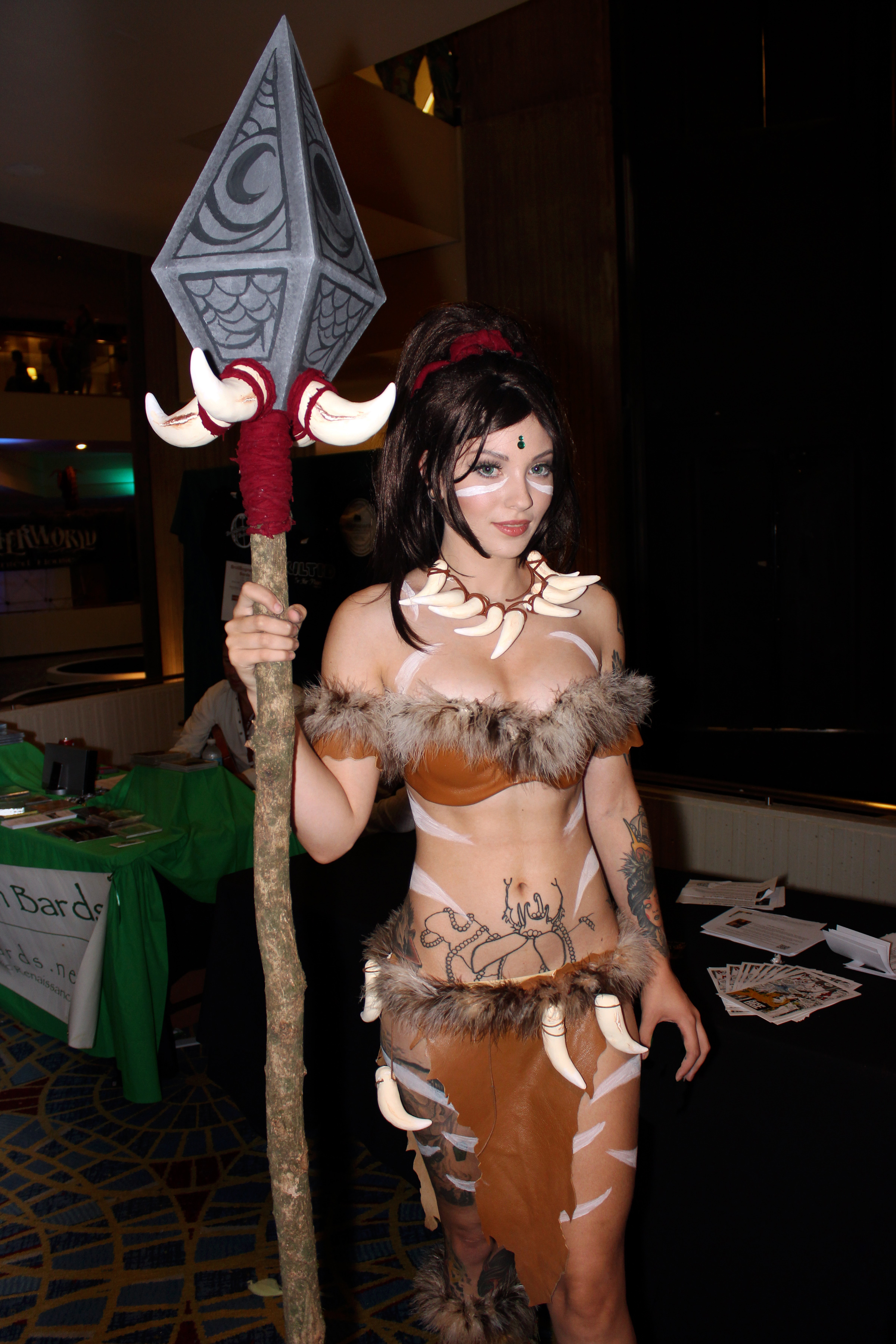
Cosplayer di Nidalee.

Nidalee è una feroce, letale e territoriale cacciatrice cresciuta dai puma nella giungla più profonda delle zone orientali di Shurima ed in seguito divenutane protettrice grazie alla sua misteriosa capacità di tramutarsi a sua volta in un puma.
In originale è doppiata da Kelly Fosdahl Burge, in italiano da Lorella De Luca.

## Nilah,la Gioia Scatenata
Nilah è una guerriera ascetica che, dopo aver liberato ed essersi fusa col demone Ashlesh, è divenuta incapace di provare qualsiasi sentimento diverso dalla felicità. Vaga per Runeterra in cerca di nemici con cui confrontarsi.
In originale è doppiata da Sandra Saad, in italiano da un'anonima.

## Nocturne,l'Eterno Incubo
Nocturne è l'incarnazione demoniaca degli incubi che appare come un'ombra senza volto dall'aspetto liquido e caotico.
In originale è doppiato da Jason Wishnov, in italiano da Gianluca Iacono.

## Nunu e Willump,il Bambino e lo Yeti
Nunu è un ragazzino del Freljord desideroso di dimostrare il suo coraggio sconfiggendo lo yeti magico Willump, che si è rivelato essere pacifico ed è diventato suo amico e inseparabile compagno di avventure.
In originale è doppiato da Lucas Jaye, in italiano da Davide Garbolino.

## Olaf,il Berserker
Olaf è un feroce e brutale guerriero del Freljord che anela più di ogni altra cosa alla morte in battaglia per scongiurare una profezia secondo la quale sarebbe morto pacificamente.
In originale è doppiato da Logan Margulies, in italiano da Alessandro Zurla.

## Orianna,la Signora degli Ingranaggi
Orianna Reveck è una ragazza gravemente ammalatasi dopo un incidente a Zaun il cui corpo è stato completamente ricostruito da suo padre Corin con innesti meccanici e ingranaggi, che una volta ripresasi ha iniziato a vagare esplorando le meraviglie di Piltover.
In originale è doppiata da Heath Pennington, in italiano da Renata Bertolas.

## Ornn,il Fuoco della Montagna
Ramhaurg, più noto come "Ornn", è una divinità del Freljord, lo spirito della metallurgia e dell'artigianato, che risiede in solitudine nelle caverne sotto il vulcano Langhus uscendo solo per impedire alle altre divinità di immischiarsi negli affari dei mortali.
In originale è doppiato da Matthew Waterson, in italiano da un anonimo.

## Pantheon,la Lancia Indistruttibile
Atreus è un guerriero del Monte Targon che ha ospitato nel suo corpo l'incarnazione della guerra di Runeterra, Pantheon, divenendo un tutt'uno con esso grazie alla sua incrollabile forza di volontà.
In originale è doppiato da George Georgiou, in italiano da Mattia Bressan.

## Poppy,la Custode del Martello
Poppy è una yordle che brandisce il leggendario martello di Orlon, grande il doppio di lei, in cerca del leggendario "Eroe di Demacia" che si dice ne sia il legittimo proprietario predestinato.
In originale è doppiata da Kate Higgins, in italiano da Chiara Francese.

## Pyke,lo Squartatore del Porto Insanguinato
Pyke è un ramponiere di Bilgewater risorto dopo essere stato divorato da una creatura abissale e in seguito divenuto un serial killer per i vicoli della sua città natale.
In originale è doppiato da Darien Sills-Evans, in italiano da Dario Agrillo.

## Qiyana,l'Imperatrice degli Elementi
Qiyana Yunalai è l'ultima nell'ordine di successione al trono della città giungla di Ixaocan, ed architetta la sua ascesa al potere forte delle sue innate abilità di manipolazione elementare.
In originale è doppiata da Montse Hernandez, in italiano da Ester Parrulli.

## Quinn,le Ali di Demacia
Quinn di Uwendale è una cavaliere ranger d'élite di Demacia dotata di grandi capacità acrobatiche ed armata di balestra, che condivide un legame indivisibile e letale con la sua aquila Valor.
In originale è doppiata da Lauren Mayhew, in italiano da Jolanda Granato.

## Rakan,l'Ammaliatore
Rakan è un vastaya della tribù di Lhotlan, noto come danzatore guerriero e impenitente piantagrane, che dietro al fare edonistico e festaiolo nasconde l'assoluta fedeltà per la compagna Xayah e per la sua causa.
In originale è doppiato da Ronan Summers, in italiano da Andrea Oldani.

## Rammus,l'Arma-Dillo
Rammus è un essere enigmatico ed unico nel suo genere, completamente ricoperto da una corazza spinata, da alcuni considerato un semidio e da altri un'aberrazione.
In originale è doppiato da Duncan Watt, in italiano da Andrea Bolognini.

## Rek'Sai,la Predatrice del Vuoto
Rek'Sai è una spietata belva predatrice proveniente dal Vuoto il cui appetito insaziabile ha ridotto in rovina numerose città di Shurima, suo territorio di caccia.

## Rell,la Vergine di Ferro
Rell Canwell è una sanguinaria guerriera di Noxus trasformata in un'arma vivente dalla Rosa Nera e dotata del potere di manipolare il metallo a suo piacimento che, dopo un'infanzia di esperimenti e torture si è ribellata ai suoi aguzzini divenendo una ribelle agli occhi dell'impero.
In originale è doppiata da Laya DeLeon Hayes, in italiano da Vanessa Lonardelli.

## Renata Glasc,la Baronessa Chimica
Renata Glasc è una spietata donna d'affari di Zaun; figlia di una coppia di alchimisti morti per aiutare la comunità, grazie alla sua intelligenza ed innovazioni in campo chimico-scientifico ha fondato le prestigiose Glasc Industries, i cui prodotti - che le conferiscono il controllo mentale su chi ne entra a contatto - sono venduti e apprezzati perfino a Piltover.
In originale è doppiata da Debra Wilson, in italiano da Patrizia Scianca.

## Renekton,il Macellaio delle Dune
Renekton è una violenta creatura Ascesa proveniente dall'antica Shurima col volto di coccodrillo, determinato a trovare e uccidere suo fratello Nasus, responsabile - secondo la sua follia - della caduta dell'Impero.
In originale è doppiato da Patrick Seitz, in italiano da Maurizio Desinan.

## Rengar,il Cacciatore Orgoglioso
Rengar è un pericoloso cacciatore vastaya che vaga per il mondo alla ricerca delle prede più pericolose per il puro brivido della caccia, in particolare è ossessionato da Kha'Zix, responsabile di avergli cavato un occhio nel loro primo scontro.
In originale è doppiato da Jason Simpson, in italiano da Pietro Ubaldi.

## Riven,l'Esiliata
Riven Konte è un'ex-generale di Noxus la cui efficienza venne ricompensata con una lama runica, tuttavia dopo l'invasione di Ionia perse fiducia nell'impero e gli voltò le spalle preferendo l'esilio. 
In originale è doppiata da Cristina Valenzuela, in italiano da Elisabetta Spinelli.

## Rumble,la Minaccia Meccanizzata
Rumble è uno yordle inventore che ha costruito dai rottami un enorme mech dotato di arpioni elettrificati e razzi incendiari.
In originale è doppiato da Ari Rubin, in italiano da Ruggero Andreozzi.

## Ryze,il Mago delle Rune
Ryze è un anziano arcimago di Runeterra che si è fatto carico di custodire le rune e i loro segreti portandole sempre con sé in una enorme pergamena per impedire che cadano nelle mani sbagliate.
In originale è doppiato da Sean Schemmel, in italiano da Gianni Gaude.

## Samira,la Rosa del Deserto
Samira è un esule di Shurima che, dopo aver assistito alla distruzione del suo villaggio ha trovato una nuova patria a Noxus dove si costruì una reputazione di mercenaria scavezzacollo.
In originale è doppiato da Emily O'Brien, in italiano da Alice Bertocchi.

## Sejuani,Furia del Nord

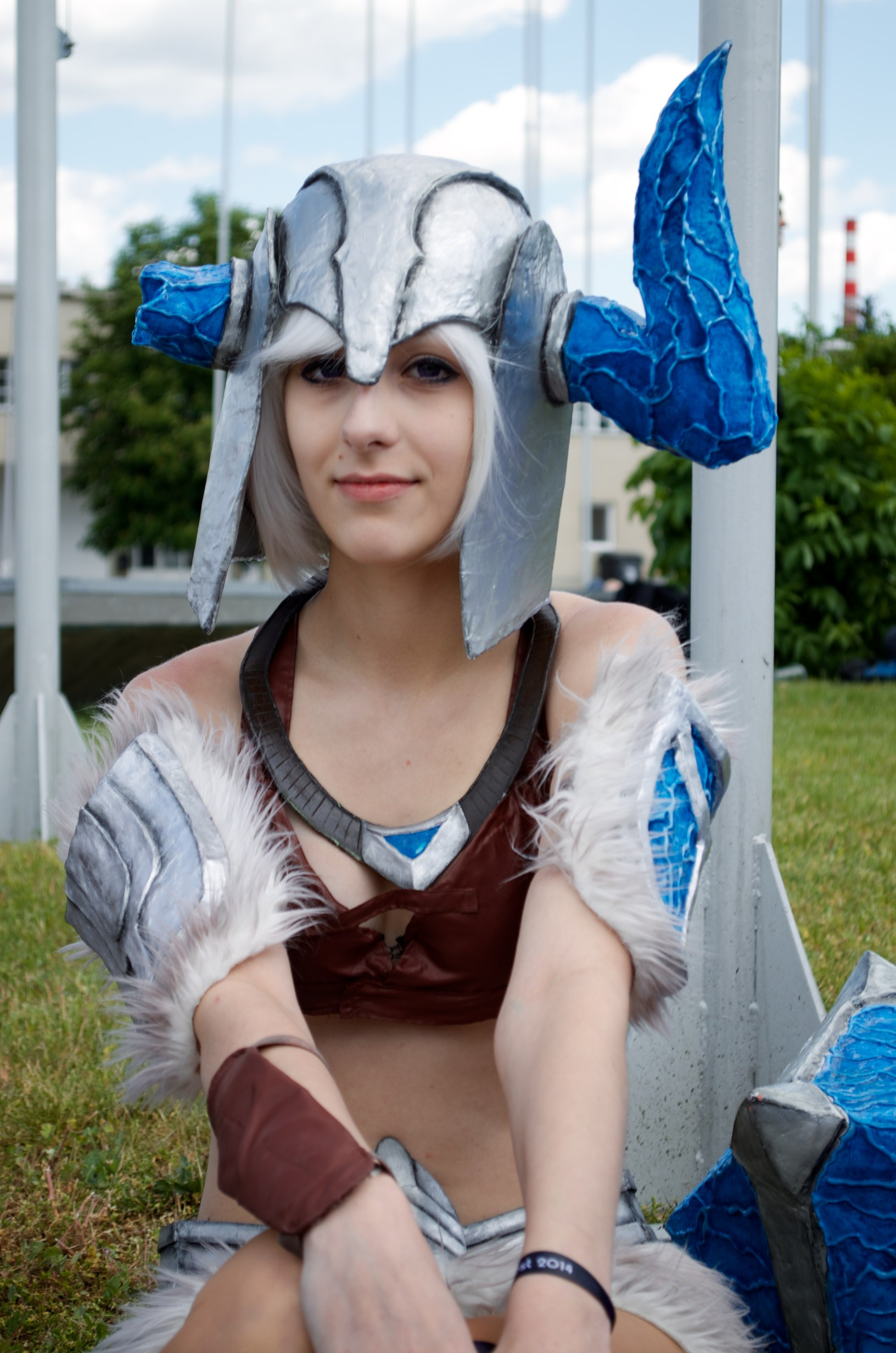
Cosplayer di Sejuani.

Sejuani è una brutale madre guerriera del Freljord appartenente alla tribù dell'Artiglio d'Inverno, la cui sopravvivenza è fondata sulle razzie ai danni dei regni vicini, che lei stessa guida a cavallo del suo cinghiale drüvask Bristle.
In originale è doppiato da Nicki Burke, in italiano da Valeria Falcinelli.

## Senna,la Redentrice
Senna Abaru è una Sentinelle della Luce maledetta nell'infanzia per essere perseguitata dalle Nebbie Oscure, dopo essere stata uccisa dal demone Thresh, ha imparato a piegare la Nebbia al suo volere ed è tornata in vita determinata a liberare tutte le anime imprigionate al suo interno.
In originale è doppiata da Cynthia Kaye McWilliams, in italiano da Paola della Pasqua.

## Seraphine,la Cantante Sognatrice
Seraphine è una celebre cantante nata a Piltover da genitori di Zaun e dotata della capacità di sentire le anime altrui come una sorta di sinfonia, cantando in risposta. Si esibisce per le due città con lo scopo di ricordare la loro sorellanza e che assieme sono più forti.
In originale è doppiata da Michele Panu, in italiano da Giada Bonanomi; mentre nel featuring col gruppo musicale virtuale delle K/DA la sua voce è data da Lexie Liu.

## Sett,il Boss
Settrigh, più noto come "Sett", è un potente signore del crimine di Ionia asceso al potere in seguito ai tumulti delle guerre con Noxus dopo essere stato un umile lottatore contraddistintosi per avere forza e resistenza apparentemente illimitate.
In originale è doppiata da Xander Mobus, in italiano da Federico Viola.

## Shaco,il Demone Giullare
Shaco è una marionetta creata come giocattolo per un giovane principe, successivamente corrotto dalla magia oscura e divenuto un letale omicida che sottopone le sue vittime a "giochi" letali per divertirsi prima di ucciderle.
In originale è doppiata da Adam Harrington, in italiano da Paolo Sesana.

## Shen,l'Occhio del Crepuscolo
Shen è il capo, nonché gran maestro, del misterioso Ordine Kinkou di Ionia, guerrieri che predicano il distacco dalle emozioni e dall'ego camminando tra il reame spirituale e quello fisico.
In originale è doppiato da Keith Silverstein, in italiano da Claudio Moneta.

## Shyvana,il Mezzo-Drago
Shyvana è una gigantesca draghessa con una runa nel cuore e capace di assumere forma umanoide che, dopo aver salvato la vita del principe Jarvan IV, è divenuta membro della guardia reale di Demacia nonostante la diffidenza di alcuni commilitoni.
In originale è doppiata da Karen Strassman, in italiano da Marina Thovez.

## Singed,il Folle Chimico
Singed, il cui vero nome è Corin Reveck, è un geniale alchimista sfigurato di Zaun che ha dedicato tutta la sua vita ad espandere la sua conoscenza per salvare la vita di sua figlia Orianna, compromettendo però la sua sanità mentale e la sua umanità.
In originale il doppiatore è anonimo, in italiano è Ivo De Palma; mentre in Arcane viene doppiato da Brett Tucker, con la voce italiana di Vladimiro Conti.

## Sion,il Colosso Non-Morto
Sion è un riverito eroe di guerra di Noxus resuscitato per continuare a servire l'impero come non morto, sebbene tale procedura abbia compromesso del tutto le sue facoltà mentali rendendolo un brutale omicida che attacca incondizionatamente nemici e alleati.
In originale è doppiato da Scott McNeil, in italiano da Marco Balbi.

## Sivir,la Signora delle Battaglie
Sivunas "Sivir" Alahair è una leggendaria avventuriera di Shurima armata di una lama a forma di croce e conosciuta sia per le sue impareggiabili doti di guerriera che per essersi inoltrata nelle più sperdute cripte del regno facendo sempre ritorno.
In originale è doppiata da Alexa Kahn, in italiano da Stefania Patruno.

## Skarner,l'Avanguardia di Cristallo
Skarner del Clan Ọ̀pal-hin è un gigantesco scorpione cristallino di Shurima della razza dei Brackern, noti per la saggezza e il profondo legame con la terra; i suoi simili siano da secoli in letargo per scongiurare una catastrofe magica ma Skarner si è risvegliato come avanguardia dell'imminente pericolo.
In originale è doppiato da David Lodge, in italiano da Alberto Olivero e Francesco Saverio De Angelis (rework 2024).

## Smolder,il Principino Ardente
Ignacarious Gigantareno Rex Le Spes Offerentis, o più comunemente "Smolder", è un cucciolo di drago nativo del regno perduto di Camavor nonché principe di una stirpe legata alla famiglia reale che, dopo essere stato rapito da alcuni contrabbandieri, si è perso per mare e ha passato vari anni tra agli esseri umani prima di ricongiungersi alla madre.
In originale è doppiato da Georgie Cordova Kidder, in italiano da Elisa Giorgio.

## Sona,Maestra delle Corde

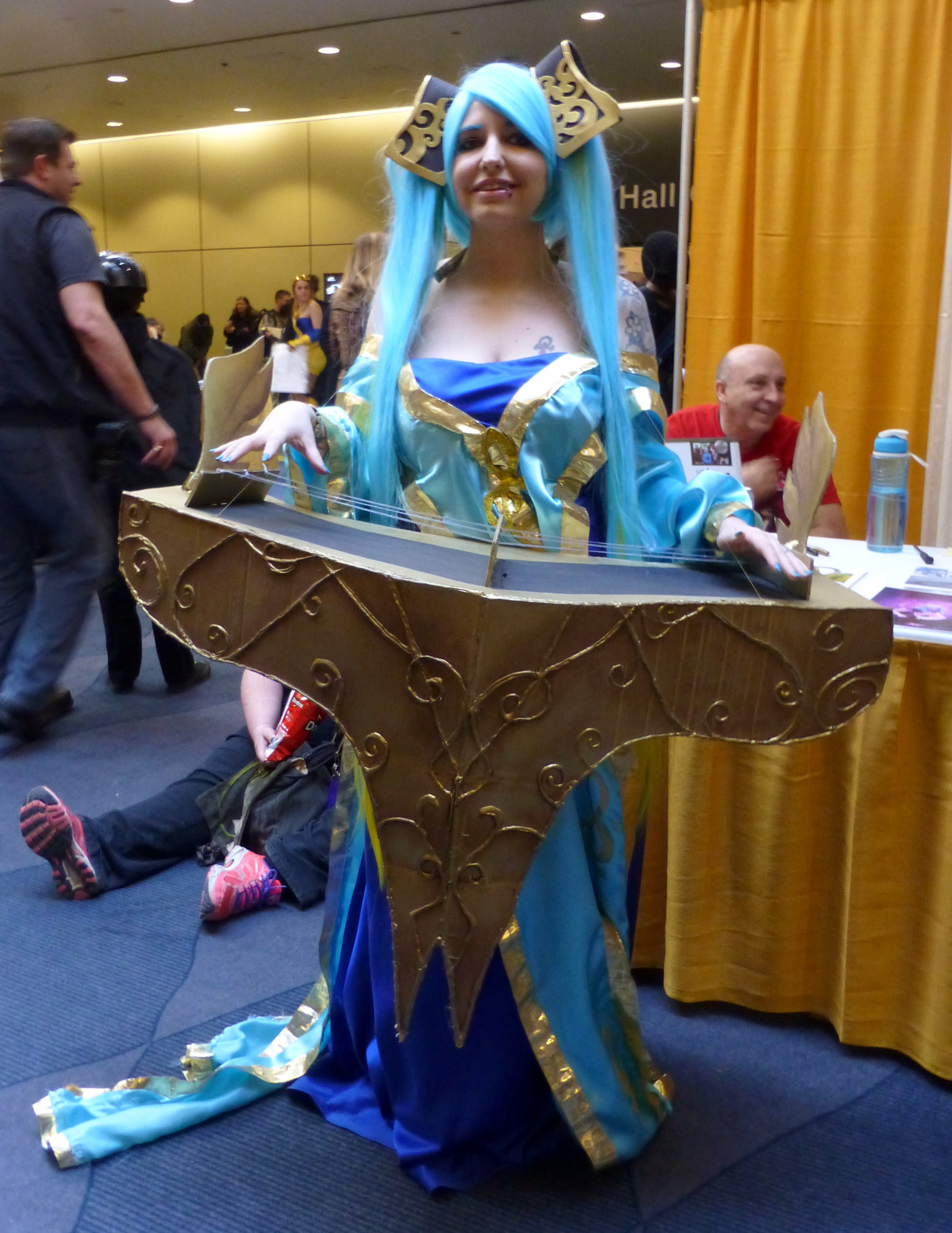
Cosplayer di Sona.

Sona Buvelle è una leggendaria suonatrice di etwahl di Demacia che si esprime solo attraverso la musica, grazie alla quale è in grado sia di curare gli alleati che di ferire i nemici.
In originale è doppiata da Erin Fitzgerald, in italiano da Emanuela Pacotto.

## Soraka,la Figlia delle Stelle
Soraka è una viandante delle dimensioni che ha rinunciato alla sua immortalità per diffondere pietà e compassione tra gli abitanti di Runeterra, che è determinata a portare al loro pieno potenziale.
In originale è doppiata da Lisa Lindsley, in italiano da Aglaia Zanetti.

## Swain,il Gran Generale di Noxus
Jericho Swain è lo spietato sovrano di Noxus che, dopo essere rimasto menomato del braccio sinistro in guerra, lo ha rimpiazzato con un arto demoniaco e, da allora, guida il suo impero in espansione venendo inconsapevolmente manovrato da Raum, un'entità oscura che gli si manifesta sotto forma di corvo a sei occhi.
In originale è doppiato da James Faulkner, in italiano da Cesare Rasini.

## Sylas,il Rivoluzionario Scatenato
Sylas di Dregbourne è un rivoluzionario cresciuto nei quartieri più poveri di Demacia e determinato a far cadere il regno per vendicarsi degli esperimenti fatti su di lui dai suoi maghi per carpire i segreti della sua capacità innata di individuare la magia altrui.
In originale è doppiato da Fergus O'Donnell, in italiano da Davide Fazio.

## Syndra,la Sovrana dell'Oscurità
Syndra è una potente maga di Ionia nata col potere di dominare l'oscurità, furiosa per essere stata tradita dagli anziani del suo villaggio, che tentarono senza successo di mettere un freno alle sue abilità.
In originale la doppiatrice è anonima, in italiano è Cristina Giolitti.

## Tahm Kench,il Re del Fiume
Tahm Kench è un demone dalle fattezze anfibie che vaga per i fiumi di Runeterra alla ricerca di prede che carpisce grazie alla sua lingua estensibile.
In originale è doppiato da Pat Duke, in italiano da Mimmo Strati.

## Taliyah,la Tessitrice di Pietre
Taliyah dei Nasaaj è una nomade di Shurima dotata della capacità magica di manipolare le rocce che, dopo aver attraversato tutto il continente, ha fatto ritorno alla sua tribù per proteggerla.
In originale è doppiata da Erica Lindbeck, in italiano da Valentina Pallavicino.

## Talon,l'Ombra della Lama
Talon Du Couteau è uno spietato assassino cresciuto per le strade di Noxus e successivamente adottato da una delle casate più influenti dell'impero, dove ha imparato a mettere i suoi talenti al servizio della patria.
In originale è doppiato da Travis Willingham, in italiano da Maurizio Desinan.

## Taric,lo Scudo di Valoran
Taric è l'incarnazione della protezione di Runeterra che, dopo essere stato bandito da Demacia ha scalato il Monte Targon ed è entrato in possesso del leggendario scudo Targon.
In originale è doppiato da Yuri Lowenthal, in italiano da Roberto Palermo.

## Thresh,il Carceriere
Thresh, il cui vero nome è Erlok Grael, è un feroce ed ambizioso wraith proveniente dalle Isole Ombra che dopo aver mietuto le sue vittime ne imprigiona le anime per l'eternità in una lanterna spettrale che porta sempre con sé.
In originale è doppiato da Mark Oliver, in italiano da Alessandro Capra.

## Tristana,l'Artigliere degli Yordle
Tristana è una yordle esperta di armi ed appassionata di storie di guerra che, armata del suo cannone Boomer, viaggia per Runeterra desiderosa di diventare una figura leggendaria come quelle che tanto ammira.
In originale è doppiata da Elspeth Eastman, in italiano da Francesca Perilli.

## Trundle,il Re dei Troll
Trundle è un massiccio, sadico e territoriale troll del Freljord armato di una mazza congelante e diventato sovrano di ogni tribù della sua razza sconfiggendo in combattimento i capi precedenti.
In originale è doppiato da Joshua Tomar, in italiano da Roberto Accornero.

## Tryndamere,il Re Barbaro
Tryndamere è un leggendario guerriero del Freljord noto per il suo valore in battaglia che, dopo una vita di combattimenti per temprare la sua forza, si è alleato con Ashe e gli Avarosiani per difendere la sua terra.
In originale è doppiato da Brian Sommer, in italiano da Maurizio Arena.

## Twisted Fate,il Maestro di Carte

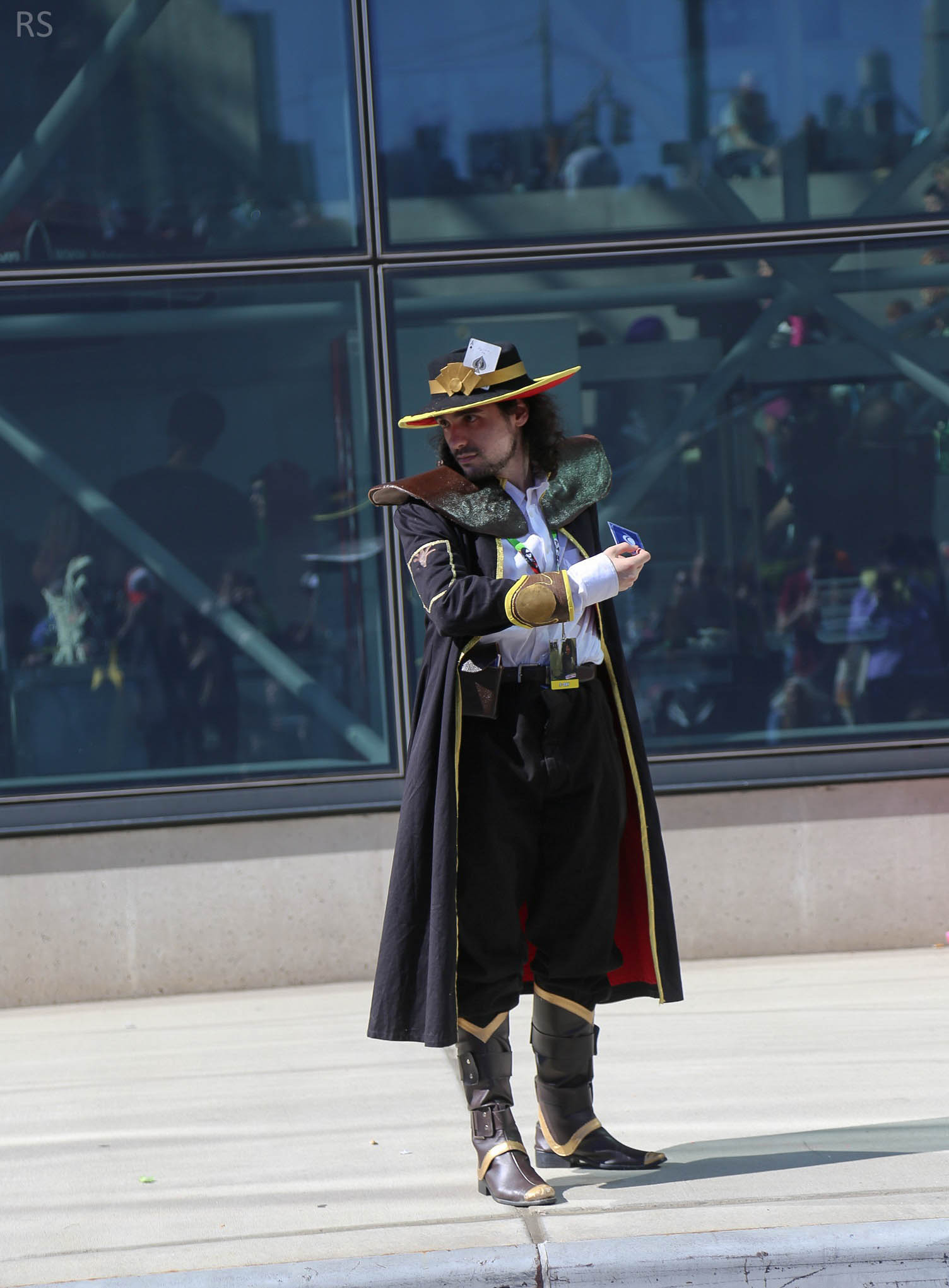
Cosplayer di Twisted Fate.

Tobias Felix, più noto come "Twisted Fate", è un giocatore di carte e truffatore famigerato, ricercato e nonostante ciò spesso perfino ammirato in tutto il continente.
In originale è doppiato da Owen Thomas, in italiano da Marco Balzarotti.

## Twitch,il Ratto delle Peste
Twitch è un ratto mutante antropomorfo di Zaun, risiede nel Sump ma attacca periodicamente Piltover armato di balestra chimica.
In originale è doppiato da Doug Boyd, in italiano da Pietro Ubaldi.

## Udyr,l'Eremita Spirituale
Udyr è un asceta nel cui corpo scorre il potere dei quattro Spiriti Primordiali Animali: la Tigre che lo rende veloce, la Tartaruga che gli dona resistenza, l'Orso che lo rende forte e la Fenice che gli concede la Fiamma Eterna.
In originale è doppiato da J.S. Gilbert, in italiano da Dario Oppido ; dopo il rework, è doppiato da Antonino Saccone.

## Urgot,il Dreadnought
Urgot è uno spietato boia di Noxus tradito dall'impero e fatto imprigionare a Zaun, dove ha preso il potere negli ambienti criminali trasformandosi in un cyborg per purificare il suo corpo dalla debolezza, convinto che il dolore sia l'unico modo per diventare forti.
In originale è doppiato da Paul M. Guyet, in italiano da Francesco Cataldo.

## Varus,la Freccia del Castigo
Varus è un darkin liberato dalla prigionia grazie ai cacciatori di Ionia che imbracciarono l'arco in cui era rinchiusa la sua essenza consentendogli inconsapevolmente di possedere i loro corpi.
In originale è doppiato da Gavin Hammon, in italiano da Andrea Bolognini.

## Vayne,la Cacciatrice Notturna
Shauna Vayne è una cacciatrice di mostri di Demacia, armata di una balestra da polso con dardi d'argento, vaga in cerca di vendetta verso il demone che ha sterminato la sua famiglia quand'era bambina.
In originale è doppiata da Nika Futterman, in italiano da Daniela Fava.

## Veigar,il Piccolo Genio del Male
Veigar è uno yordle maestro delle arti oscure di Bandle City appassionato dei segreti dell'universo e con un forte codice morale, sebbene si consideri malvagio.
In originale è doppiato da Bob Beal, in italiano da Claudio Beccari.

## Vel'Koz,l'Occhio del Vuoto
Vel'Koz è la prima creatura generata dal Vuoto che, a differenza dei suoi simili, dispone di un'intelligenza fredda e calcolatrice e vaga per Runeterra in cerca di punti deboli di cui il Vuoto possa approfittarsi.
In originale è doppiato da Erik Braa, in italiano da Riccardo Rovatti.

## Vex,l'Ombramante
Vex è una yordle delle Isole Ombra, depressa, apatica e priva di ambizioni capace di manipolare le ombre e perennamente in osservazione della miseria altrui.
In originale è doppiata da Jeannie Tirado, in italiano da Chiara Preziosi.

## Viego,il Re in Rovina
Viego Santiarul Molach vol Kalah Heigaari è il sovrano del regno dimenticato di Camavor, il cui tentativo di resuscitare la moglie Isolde provocò il disastro magico noto come Rovina, da mille anni vaga come non morto a capo di un esercito di spettri - facendo sgorgare la Nebbia Oscura dal suo cuore - in cerca di un modo per riportare in vita l'amata.
In originale è doppiato da Sean Teale, in italiano da Ezio Vivolo; mentre nel featuring col gruppo musicale virtuale dei Pentakill la sua voce è data da Telle Smith.

## Vladimir,il Mietitore Cremisi
Vladimir vol Kalah Heigaari è un aristocratico di Noxus che cela una natura vampirica e, oltre a nutrirsi del sangue dei mortali è in grado di controllarne la mente, circondandosi così di un esercito di adoratori instituendo, assieme a LeBlanc, la cabala nota come "Rosa Nera".
In originale è doppiato da Kevin M. Connolly, in italiano da Valerio Amoruso.

## Volibear,la Tempesta Implacabile
Valhir, più noto come "Volibear", è una divinità del Freljord, lo spirito della tempesta, violento e profondamente avverso alla civilizzazione, fa di tutto per proteggere e mantenere pura la terra che ha creato coi suoi fratelli.
In originale è doppiato da David Sobolov, in italiano da Alessandro Conte.

## Warwick,la Furia Scatenata di Zaun
Warwick, il cui vero nome è Vander, è un ex-criminale di Zaun in cerca di redenzione e che ha fatto da figura paterna per vari orfani zauniti, tra cui Vi e Jinx, prima di finire sotto i ferri di Singed, il quale ha condotto degli esperimenti su di lui fondendo il suo corpo a un intricato sistema di pompaggio e mutandolo in una sorta di uomo lupo che, una volta liberatosi, ha iniziato ad aggirarsi per la città dando la caccia ai criminali.
In originale è doppiato da Brian Sommer, in italiano da Pietro Ubaldi; mentre in Arcane viene doppiato da JB Blanc, con la voce italiana di Massimo Bitossi.

## Wukong,il Re delle Scimmie

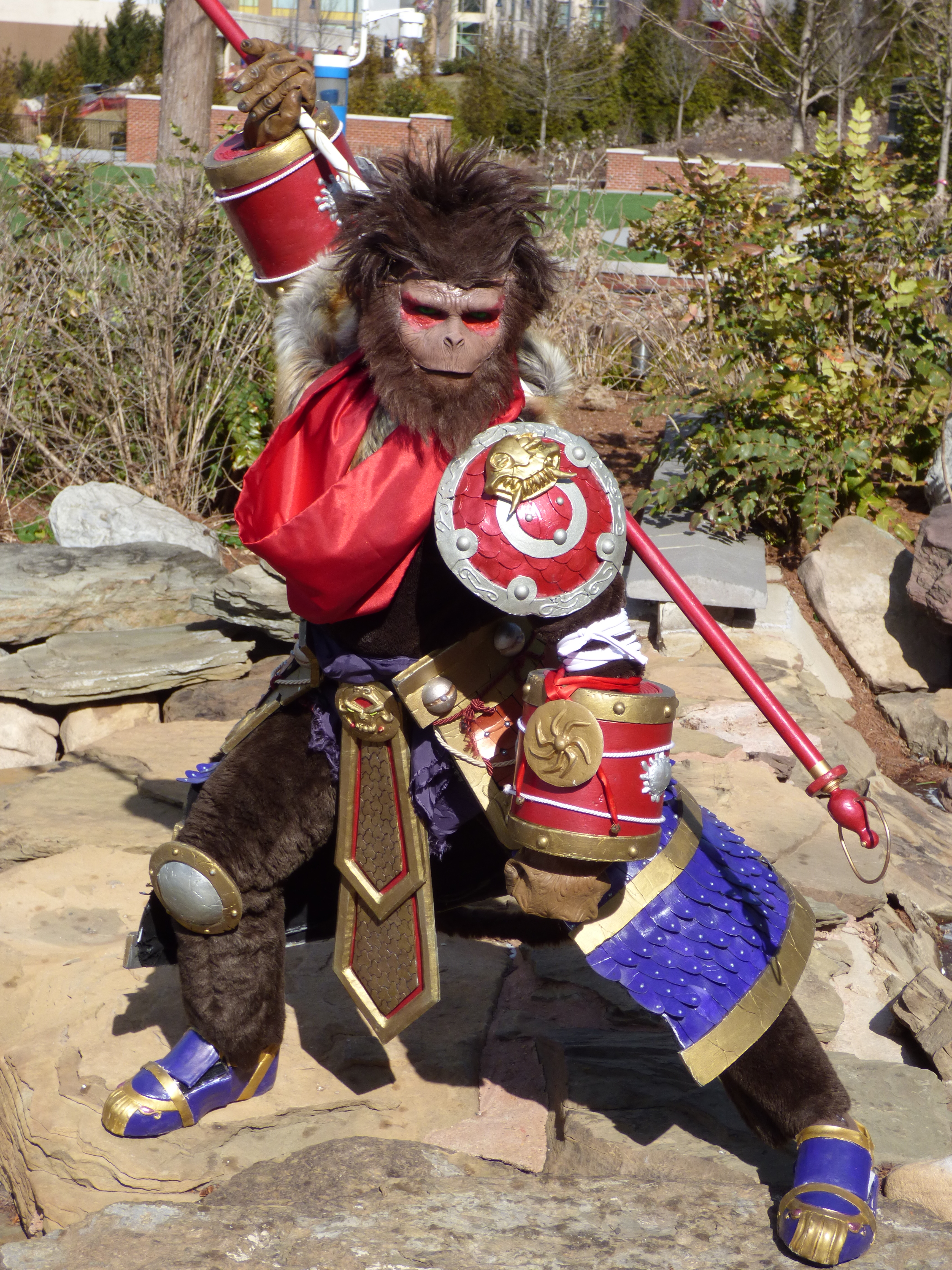
Cosplayer di Wukong.

Wukong, il cui vero nome è Kong, è un astuto vastaya armato di un bastone incantato e addestrato come guerriero Wuju dal suo amico Master Yi.
In originale è doppiato da Spike Spencer, in italiano da Claudio Beccari.

## Xayah,la Ribelle
Xayah è una rivoluzionaria vastayana che combatte per riportare all'antica gloria la sua tribù in declino assieme al compagno ed amante Rakan.
In originale è doppiata da Laila Pyne, in italiano da Annalisa Longo.

## Xerath,il Magus Ascendente
Xerath è un mago di Shurima divenuto creatura Ascesa sotto forma di sarcofago che pulsa energia arcana, desideroso di rimpiazzare la civiltà con una a sua immagine poiché in preda al delirio di potere.
In originale è doppiata da Michael McConnohie, in italiano da Massimiliano Lotti.

## Xin Zhao,il Siniscalco di Demacia
Xin Zhao è un guerriero di Demacia fedele alla famiglia imperiale, che ha giurato di servire dopo che questi lo liberarono dalle fosse gladiatorie di Noxus.
In originale è doppiata da Richard Epcar, in italiano da Francesco Cataldo.

## Yasuo,il Reietto
Yasuo è un abilissimo spadaccino di Ionia capace di tramutare perfino l'aria in un'arma contro i suoi avversari che, tuttavia, a causa dell'orgoglio avuto in gioventù è caduto in disgrazia divenendo un reietto del suo paese.
In originale è doppiato da Liam O'Brien, in italiano da Oliviero Cappellini.

## Yone,l'Imperituro
Yone è il fratellastro di Yasuo, ucciso per mano di quest'ultimo, che dopo aver assassinato un demone nell'aldilà fu condannato ad indossarne la maschera e ora vaga dando la caccia agli spiriti maligni.
In originale è doppiato da Noshir Dalal, in italiano da Alessandro Germano.

## Yorick,il Pastore delle Anime Perdute
Yorick Mori è l'ultimo sopravvissuto di un antico ordine religioso dotato del potere di invocare gli spiriti, unici suoi compagni dopo che è rimasto intrappolato sulle Isole Ombra, che tenta disperatamente di liberare dalla Rovina.
In originale è doppiato da Daniel Riordan, in italiano è Renzo Ferrini.

## Yunara,la Fede Incrollabile
Yunara è un'ex-accolita dell'Ordine Kinkou di Ionia che, dopo aver combattuto al fianco del Grande Spirito Kanmei nella guerra ai Darkin, lo ha seguito in esilio nel Regno degli Spiriti in quanto sua devota sacerdotessa.
In originale è doppiata da Leader Looi, in italiano da un’anonima.

## Yuumi,la Gattina Magica
Yuumi è il famiglio di una maga yordle che, dopo la scomparsa della sua padrona, è diventata la custode del Libro dei Portali di Norra, con cui viaggia tra le dimensioni per ritrovarla nonostante le sue scarse doti di concentrazione.
In originale è doppiata da Cassandra Lee Morris, in italiano da Serena Clerici.

## Zac,l'Arma Segreta
Z.A.C. (Zaun Amorphous Combatant) è una creatura senziente nata dalla fuga di materiali chemtech in una caverna nel Sump di Zaun votata ad aiutare gli indifesi e riparare le tubature della città.
In originale il doppiatore è anonimo, in italiano è Marco Balzarotti.

## Zed,il Maestro delle Ombre
Govos Usan, ribattezzatosi "Zed", è il leader dell'organizzazione nota come Ordine delle Ombre, nata per militarizzare la magia e le arti marziali di Ionia durante la guerra con Noxus, disposto a piegarsi al potere delle arti oscure pur di proteggere la sua terra.
In originale è doppiato da Donny Lucas, in italiano da Alessandro D'Errico.

## Zeri,la Scintilla di Zaun
Zeri è una ragazza con innati poteri elettrocinetici cresciuta nella classe operaia di uno dei quartieri più poveri di Zaun; molto legata alla famiglia e alla sua comunità, la difende operando come vigilante armata di una pistola che incanala il suo potere reagendo alle emozioni che prova.
In originale è doppiata da Vanille Velasquez, in italiano da Federica Simonelli.

## Ziggs,l'Esperto di Hexplosivi
Zigmund, comunemente detto "Ziggs", è uno yordle dinamitardo che da assistente di un inventore di Piltover è diventato alleato ricorrente della terrorista Jinx stabilendosi a Zaun per terrorizzarne gli abitanti coi suoi dispositivi.
In originale è doppiato da Alessandro Juliani, in italiano da Leonardo Gajo.

## Zilean,il Custode del Tempo
Zilean Icath'un è un potente mago di Icathia che, a seguito della distruzione della sua patria, è divenuto ossessionato dal passare del tempo e ha studiato la magia temporale fino a divenire immortale e capace di vedere ogni possibile futuro.
In originale il doppiatore è anonimo, in italiano è Antonio Paiola.

## Zoe,l'Incarnazione del Crepuscolo
Zoe è la messaggera cosmica del Monte Targon, incarnazione della malizia e del cambiamento, la sua apparizione è presagio di eventi cataclismatici, sebbene le sue intenzioni non siano mai malevole.
In originale è doppiata da Erica Lindbeck, in italiano da Giulia Bersani.

## Zyra,la Dama dei Rovi
Zyra è una creatura metà donna e metà pianta nata da un'antica catastrofe magica, che assale i mortali servendosene come prede per alimentare la sua progenie vegetale.
In originale è doppiata da Karen Strassman, in italiano da Simona Biasetti.